# Lady Gaga
Pour les articles homonymes, voir Gaga et Lady (homonymie).
Lady Gaga, de son vrai nom Stefani Joanne Angelina Germanotta (née le 28 mars 1986 à New York), est une auteure-compositrice-interprète, productrice, actrice et philanthrope américaine. Elle fait ses débuts sur la scène musicale rock indépendante du Lower East Side, avant de se faire connaitre avec son premier album, The Fame (2008), qui est un immense succès commercial à travers le monde avec les numéros-un Just Dance et Poker Face. Son second album nommé The Fame Monster (2009) sera très bien accueilli par la critique. Une tournée mondiale de plus de dix-huit mois suivra, The Monster Ball Tour, qui deviendra l’un des spectacles les plus lucratifs de tous les temps.
Avec ses troisième et quatrième albums, Born This Way (2011) et Artpop (2013), elle atteint de nouveau le sommet de la plupart des palmarès, et arrive en tête du classement Forbes 2013 des musiciens les plus influents. Elle aborde le jazz en enregistrant deux albums en duo avec Tony Bennett. Son cinquième album studio Joanne marque un tournant musical pour la chanteuse en allant du country au pop rock. Son sixième album aux sonorités House, Chromatica, atteint la première place des charts. L'album contient notamment le single Rain on Me, en duo avec la chanteuse Ariana Grande. Deux albums de jazz suivront, Love for Sale et Harlequin.
En 2024, elle lance la promotion de son nouvel album surnommé LG7 par sa communauté en sortant les singles Die with a Smile (en duo avec le chanteur Bruno Mars), et Disease. Un nouveau single sort en février 2025, Abracadabra. En mars 2025, l'album Mayhem sort et rencontre un franc succès auprès des critiques et du public. Trois millions d'exemplaires sont vendus en quelques semaines.
Comme actrice Lady Gaga joue d'abord de petits rôles dans plusieurs séries et films, avant d'interpréter des personnages plus importants dans les saisons 5 et 6 de la série d'anthologie horrifique American Horror Story. Elle endosse ensuite le rôle principal d'Ally Campana dans la comédie musicale A Star is Born, qui devient un succès mondial et dont la bande-son fait de Lady Gaga l'artiste avec le plus d'albums ayant atteint la première place des charts américains au cours la décennie 2010, tout en lui permettant de remporter l'Oscar de la meilleure chanson originale pour Shallow. En 2021, elle est à nouveau remarquée en interprétant Patrizia Reggiani dans le film House of Gucci de Ridley Scott et succède à Margot Robbie dans le rôle d'Harley Quinn à l'occasion du thriller musical Joker : Folie à deux, sorti en 2024. En 2022, elle est nommée Artiste féminine internationale de l'année, l'une des gagnants des NRJ Music Awards 2022.
Elle est reconnue pour ses excentricités, ses performances et ses vidéoclips. Ses ventes de disques à travers le monde sont estimées en 2024 à plus de 250 millions, 110 millions d'albums et 170 millions de singles selon Billboard. Ses récompenses incluent 14 Grammy Awards et 18 MTV Video Music Awards. Elle est nommée « artiste de l'année » en 2010 par le magazine Billboard, apparait à plusieurs reprises dans différentes listes publiées par Forbes et est nommée « personne la plus influente du monde » par le magazine Time.

## Biographie

### Enfance et débuts

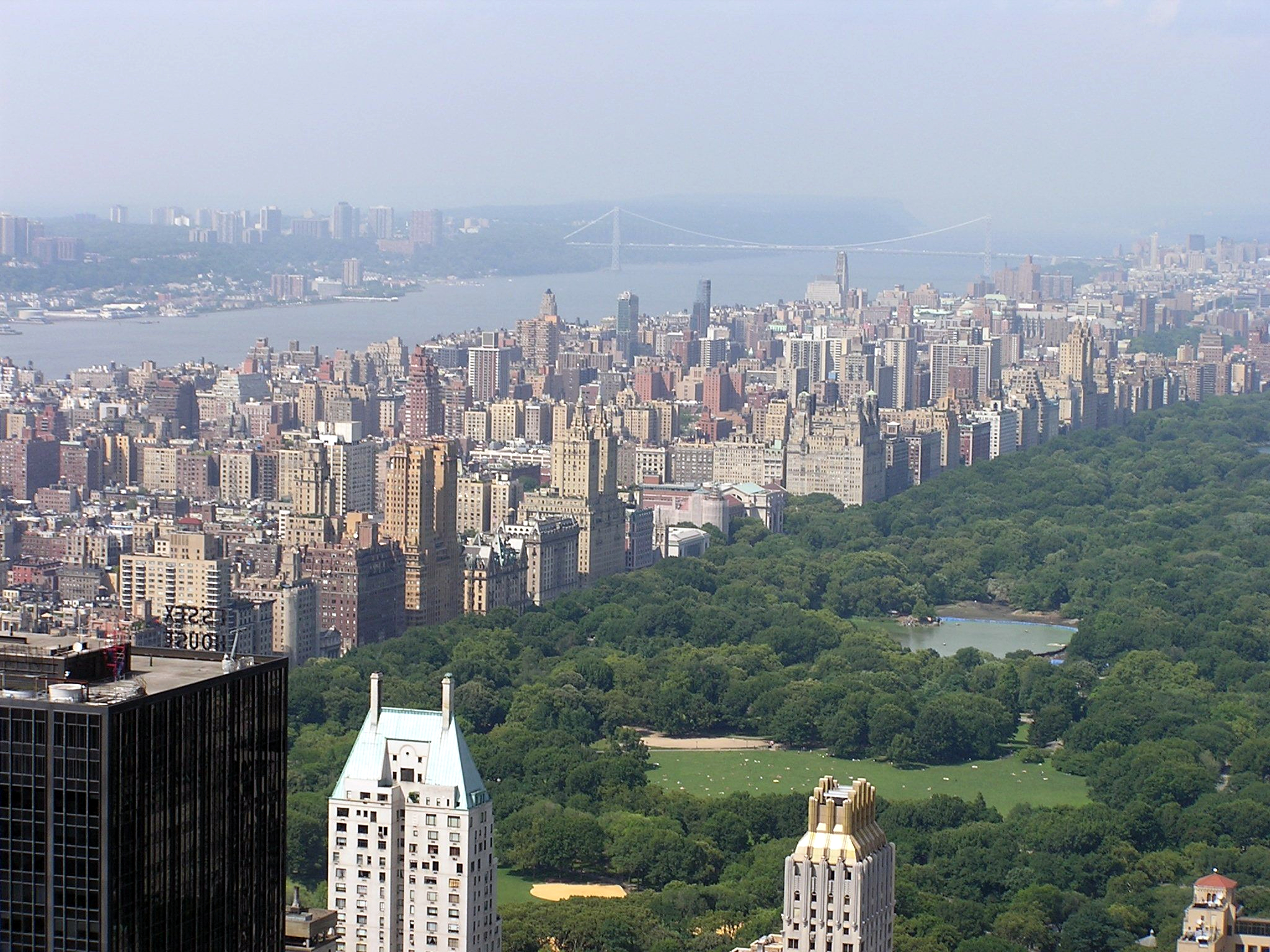
L'Upper West Side, le quartier où Lady Gaga a grandi et qui a été une source d'inspiration pour beaucoup de ses chansons.

Stefani Joanne Angelina Germanotta est née le 28 mars 1986, à l'hôpital Lenox Hill, à New York, dans une famille de la classe moyenne aux origines sociales populaires,. Son père, Joseph, est fils d'immigrés italiens et entrepreneur sur Internet. Sa mère, Cynthia, d'origine  italienne et écossaise est assistante en télécommunications avant de devenir mère au foyer,,. Stefani a une sœur cadette, Natali, née en 1992.
À l'âge de 4 ans, elle commence à apprendre le piano toute seule et à l'oreille, sous les ordres de sa mère. À onze ans, elle tente d’entrer à la Juilliard School de Manhattan, mais change d'avis, et intègre finalement le couvent du Sacré-Cœur, une école privée catholique.
Elle compose ses premiers morceaux à l'âge de treize ans et commence à chanter lors de scènes ouvertes, notamment dans des bars de jazz, dès ses quatorze ans. Elle gagne également un concours de chant jazz à cette période. La collégienne fait alors une première et brève apparition à l'écran parmi les dizaines de figurants du clip d'AC/DC, Stiff Upper Lip. Admise au lycée, Stefani commence à subir un harcèlement scolaire fréquent en raison d'une apparence physique présumée « atypique », ce qui la pousse à utiliser sa passion pour l'art comme échappatoire[réf. nécessaire]. Plusieurs des chansons qu'elle écrira plus tard, à l'instar de son titre Born This Way, encourageront d'ailleurs ses fans à ne pas vivre pour autrui et à s'accepter tels qu'ils sont. Lors de sa première année comme lycéenne, elle fait partie d'un groupe de rock nommé "Mackin Pulsifer" qui reprend des titres de Led Zeppelin, Pink Floyd et Jefferson Airplane. En parallèle, l'adolescente rejoint un groupe de jazz et participe à des pièces de théâtre au sein de son lycée en jouant, entre autres, les rôles principaux d'Adelaïde dans Guys and Dolls et Philia dans A Funny Thing Happened on the Way to the Forum,,. La lycéenne décroche par la suite un petit rôle dans l'épisode « The Telltale Moozadell » de la série Les Soprano. Elle commence alors à étudier les techniques de jeu de la célèbre "method acting" au Lee Strasberg Theatre and Film Institute et continuera cet approfondissement pendant près de 10 ans. Elle étudie également les techniques des célèbres praticiens du théâtre Sanford Meisner et Stella Adler dans leurs studios respectifs tout en s’entraînant lors d'ateliers théâtraux à la Circle in the Square Theatre School.
À 17 ans, elle parvient, après audition, à faire partie des vingt étudiants au monde prématurément admis à la très renommée faculté de la Tisch School of the Arts de l’université de New York, sise à Greenwich Village. Elle vit alors en dortoir, étudie la musique et améliore son style en composant des essais sur des sujets comme l’art, la religion ou l’ordre socio-politique, incluant une thèse sur le photographe Spencer Tunick et l'artiste Damien Hirst,,. Alors que le règlement de son école l'interdit, Gaga passe alors des auditions en parallèle de ses études. Elle sera d'ailleurs proche d'être sélectionnée pour jouer Maureen Johnson pour les représentations américaines de la comédie musicale Rent mais finalement jugée trop jeune pour le rôle,. À cette période, Stefani participe au concours musical annuel de sa faculté nommé "Ultra Violet Live" et finit troisième. Elle réussit par la suite à faire partie d'un épisode de MTV's Boiling Points, une émission de canulars de la célèbre chaîne musicale américaine.
Après avoir quitté l’université pour se concentrer sur sa carrière musicale, la très jeune femme commence à travailler dans des bars de strip-tease à New York, où elle arrondit ses fins de mois avec son travail de serveuse. Elle est également serveuse au Cornelia Street Café à cette période, cumulant alors trois emplois, puis devient brièvement go-go danseuse pour arriver à joindre les deux bouts,,,. Elle lance un site internet StefaniMusic ainsi qu'une page Myspace afin de promouvoir sa carrière et de créer un lien avec ses premiers fans.

### Premiers pas difficiles (2005–2007)

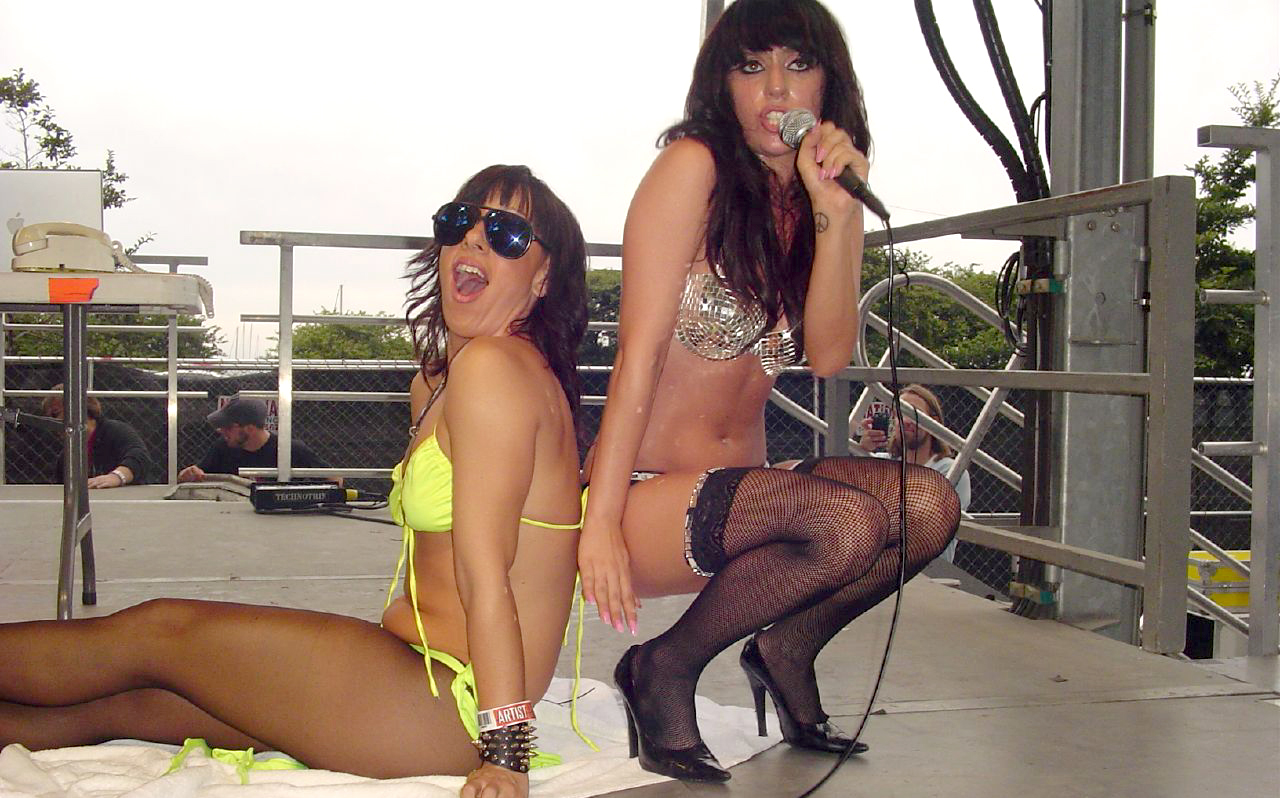
Lady Gaga, à l'époque Stefani Germanotta, et Lady Starlight, en août 2007, interprétant une chanson au festival de Lollapalooza à Chicago.

Stefani Germanotta signe avec Def Jam Records alors qu'elle n'a que dix-neuf ans, ceci après que le patron du label, Antonio Reid, l’a entendue chanter dans le couloir de la maison de disques. Reid lui dit alors qu’elle est « une célébrité », et lui fait signer un contrat dans la foulée. Mais une fois le contrat signé, la jeune femme dit ne plus l’avoir revu, et déclare à ce propos qu’elle avait « l’habitude d’attendre devant son bureau pendant des heures, en espérant qu’il vienne la rencontrer et écouter ses chansons, mais cela ne s’est jamais produit ». Trois rencontres seront prévues entre Reid et Stefani mais elles seront annulées l'une après l'autre avant que le label ne rompe brutalement le contrat au bout de trois mois laissant la chanteuse « bouleversée ». Def Jam Records veut conserver les morceaux faits par Stefani après s'être séparé d'elle mais celle-ci renonce à une part de l'avance qui lui a été versée par le label afin de récupérer les droits de ses chansons. Parmi les titres « récupérés » par Stefani, figurent Beautiful Dirty Rich et l'un de ses futurs tubes, Paparazzi,.

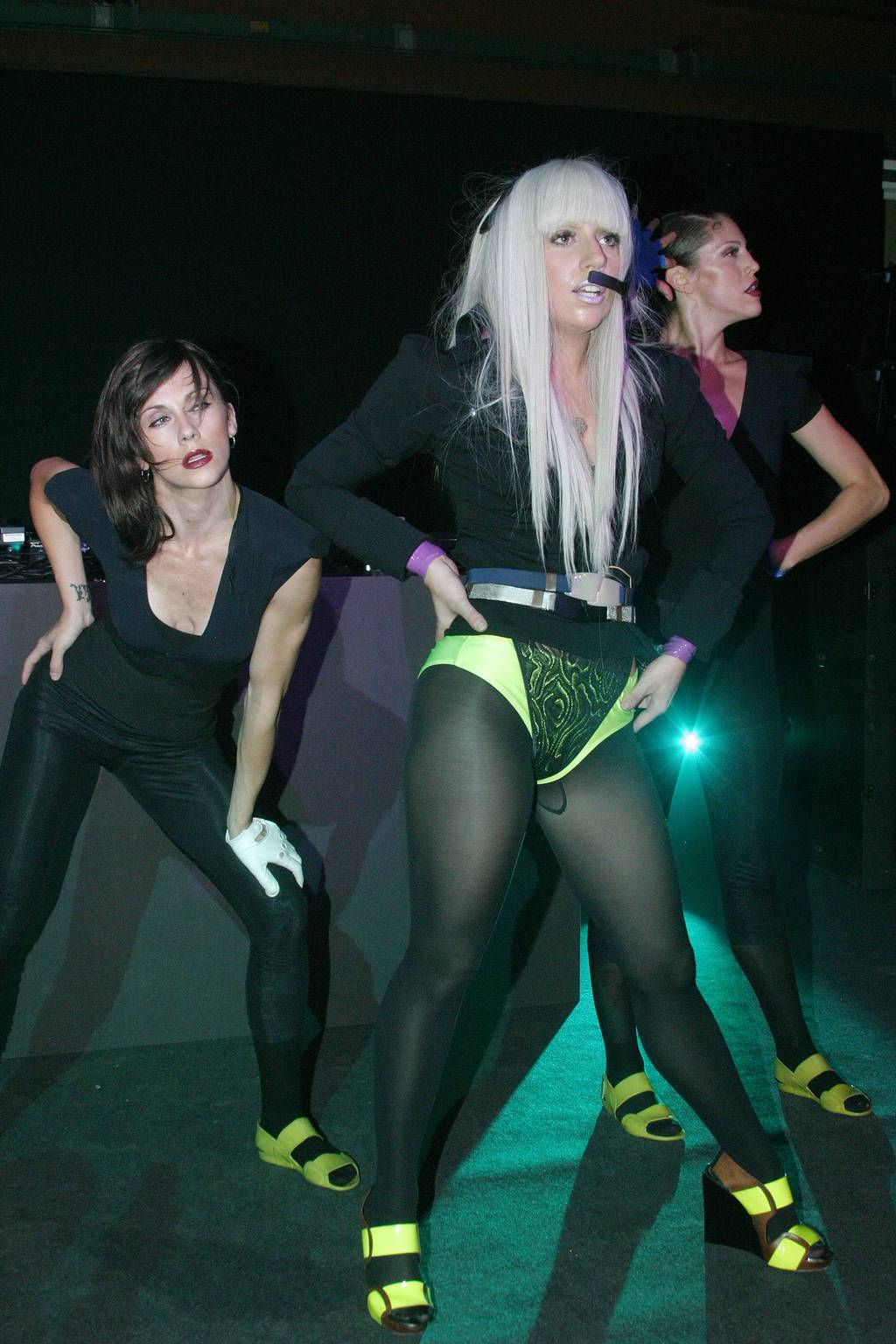
Premier concert en dehors des États-Unis : Lady Gaga à Michalsky Stylenite de Berlin Fashion Week, juillet 2008.

Cherchant à rebondir après cet échec, elle commence à se produire sur la scène rock du Lower East Side avec les groupes Mackin Pulsifer et Stefani Germanotta Band aussi connue comme le SGBand qui réalisera un EP (mini-album) vendu lors de leurs concerts. Elle fait également des spectacles solos à cette époque et fera la première partie du groupe de rock Nada Surf. C’est à la même période qu’elle commence à faire des spectacles burlesques et à prendre de la cocaïne. En octobre 2005, le SGBand est invité à chanter à la parade new-yorkaise du Colombus Day et voit sa prestation diffusée en direct sur NBC's Channel 4. Le groupe se produit alors fréquemment aux clubs Mercury, St.Jerome's Lounge et The Bitter End. C'est dans ce dernier que Stefani Germanotta se fait repérer par l'auteure Maura Casey qui l'invite à travailler à l'écriture et l'arrangement de l'album accompagnant le livre pour enfants Scott and The Secret Dimension. La jeune femme a alors « un public de quinze à vingt personnes qui la suit à chaque show » d'après le guitariste du groupe, Calvin Pia.
La chanteuse auditionne sans succès pour des pièces de théâtre et des comédies musicales ; les labels de musique pop ne la prennent pas sous contrat jugeant son personnage « trop théâtral » à leur goût,. C'est à cette période, alors qu'elle a 19 ans, qu'elle est victime d'un viol par un producteur musical de 20 ans son aîné. Le SGBand est par la suite choisi par Bob Leone, directeur des projets nationaux du célèbre Songwriters Hall of Fame, pour être l'un des neuf actes du New Songwriters Showcase de 2006, spectacle visant à révéler de nouveaux auteurs et compositeurs. À l'occasion de ce show, la jeune artiste est repérée par Wendy Starland, collaboratrice du producteur de musique Rob Fusari qui a déjà travaillé avec Will Smith ou les Destiny's Child. Starland recommande fortement à Fusari de collaborer avec la jeune auteure-compositrice-interprète et celui-ci écoute ses titres sur internet puis, convaincu, l'invite en studio. Il compare son style vocal à celui de Freddie Mercury lui donnant rapidement le surnom de Gaga, s'inspirant du morceau Radio Ga Ga du groupe de Mercury, Queen. Elle commence dès lors à utiliser son nom de scène actuel : Lady Gaga.
En 2007, Lady Gaga collabore avec Lady Starlight, qui l’aide à créer son univers scénique. Le duo commence à donner des concerts dans des clubs du Lower East Side et Lady Gaga à concevoir et coudre ses tenues de scène. Les concerts portent le nom de Lady Gaga and the Starlight Revue, présentés comme l'ultime show burlesque en hommage à la variété des années 1970,,,. En août de la même année, Lady Gaga et Starlight sont sélectionnées pour jouer à l’American Music Festival de Lollapalooza qui a lieu à Chicago. Le spectacle donné est très apprécié et reçoit de bonnes critiques,. À cette période, Lady Gaga fait aussi la première partie du groupe glam-rock indépendant Semi Precious Weapons devant 400 personnes à New York.
S’étant d’abord concentrée sur l'avant-garde et la musique electro-dance, Lady Gaga trouve son créneau lorsqu’elle commence à intégrer de la pop à ses mélodies et un vintage glam rock à la Bowie ou encore à la Queen dans son mix.
Elle obtient alors un contrat d'auteure-compositrice avec le label Konvict Muzik d'Akon et créer des chansons pour Fergie, les Pussycat Dolls, Tamy Chynn, Nicole Scherzinger, Britney Spears ou encore New Kids on the Block. Après l’avoir entendue chanter un guide vocal (enregistrement d'un titre par un tiers visant à guider son interprète final) pour un de ses morceaux, Akon estime qu’elle est aussi une chanteuse talentueuse. Cela le pousse à convaincre le président du label Interscope Records, Jimmy Iovine, de signer un contrat conjoint avec son propre label. Grâce à sa nouvelle affiliation avec Akon, elle commence alors à travailler sur son premier album avec une production de RedOne.
Possédant déjà de nombreux titres electro-glam à la David Bowie ou à la Queen, elle décide de mixer son beat rétro dance avec des mélodies urbaines, un refrain pop en conservant un côté rock and roll. La première chanson produite est Boys Boys Boys, inspirée de Girls, Girls, Girls (extraite de l’album du même nom) du groupe de glam metal Mötley Crüe et de la chanson T.N.T. (extraite de l’album du même nom) du groupe de hard rock AC/DC,.
Avant la sortie de son album, The Fame, elle déclare que son « but comme artiste est d'écrire et faire de la musique pop qui a quelque chose d'artistique et d'intéressant à dire. Si je peux toucher une petite fille de quatre ans comme un étudiant en art de 25 ans avec mon album, alors j'aurai fait du bon travail. »

### The FameetThe Fame Monster(2008–2010)

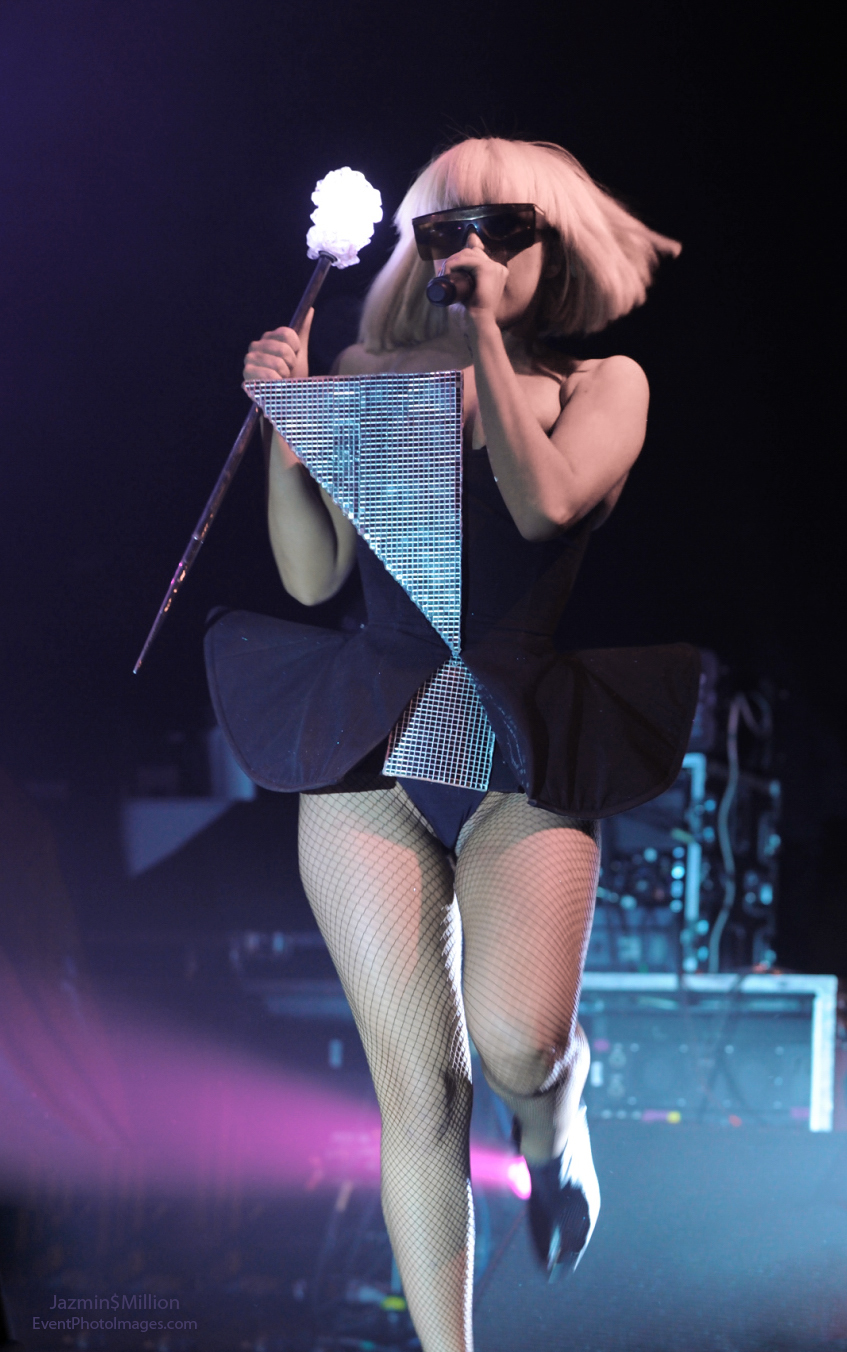
Lady Gaga interprétant LoveGame lors de sa première tournée The Fame Ball Tour.

Début 2008, Lady Gaga s’installe à Los Angeles, où elle peaufine son album The Fame avec sa maison de disques. Elle monte alors un collectif créatif appelé Haus of Gaga qui travaille à la création de ses tenues, décors et sons.
Certaines radios trouvent la musique de Lady Gaga trop « orientée dance », trop « années 80 » ou « trop osé » pour le grand public de l'époque, et refusent de la jouer, mais la chanteuse persévère jusqu'à ce que sa carrière décolle enfin avec la sortie du titre Just Dance, bénéficiant de la participation vocale de Colby O'Donis. Le morceau se classe numéro 1 des ventes dans de nombreux pays, tels que le Canada, les Pays-Bas, l’Irlande, ou le Royaume-Uni mais prendra près d'un an à percer aux États-Unis. Plus de quatre millions de copies du single sont vendus en moins de cinq mois. Un single promotionnel, Beautiful, Dirty, Rich, sort peu après Just Dance. L'album, The Fame, est ensuite publié en octobre 2008 et se vend à plus de douze millions d'exemplaires. Sort ensuite le titre Poker Face, qui arrive directement en deuxième position des ventes en France (durant la semaine du 26 janvier au 1er février 2009) puis 1er (durant la semaine du 23 février au 1er mars). Ce single a été numéro 1 dans tous les pays où il est sorti. Poker Face est, en 2009, le titre le plus vendu au monde avec près de 10 millions de copies écoulées. Le troisième single choisit n'est autre que la chanson LoveGame. La promotion du premier opus de Lady Gaga se termine avec les singles Eh, Eh (Nothing Else I Can Say) et Paparazzi.
Lady Gaga déclare, lors d’une entrevue avec Métro Québec : « Dans un an, nous nous retrouverons dans ce même pub, les gens parleront encore de moi, et même mieux, je serai plus connue que jamais ! » Lady Gaga passe pour la première fois à la télévision lors du concours Miss Univers 2008 où elle interprète Just Dance. Elle apparaît ensuite dans l'émission So You Think You Can Dance sur la Fox. Par la suite, la chanson Beautiful, Dirty, Rich est utilisée dans la vidéo promotionnelle de la série Dirty Sexy Money d’ABC.

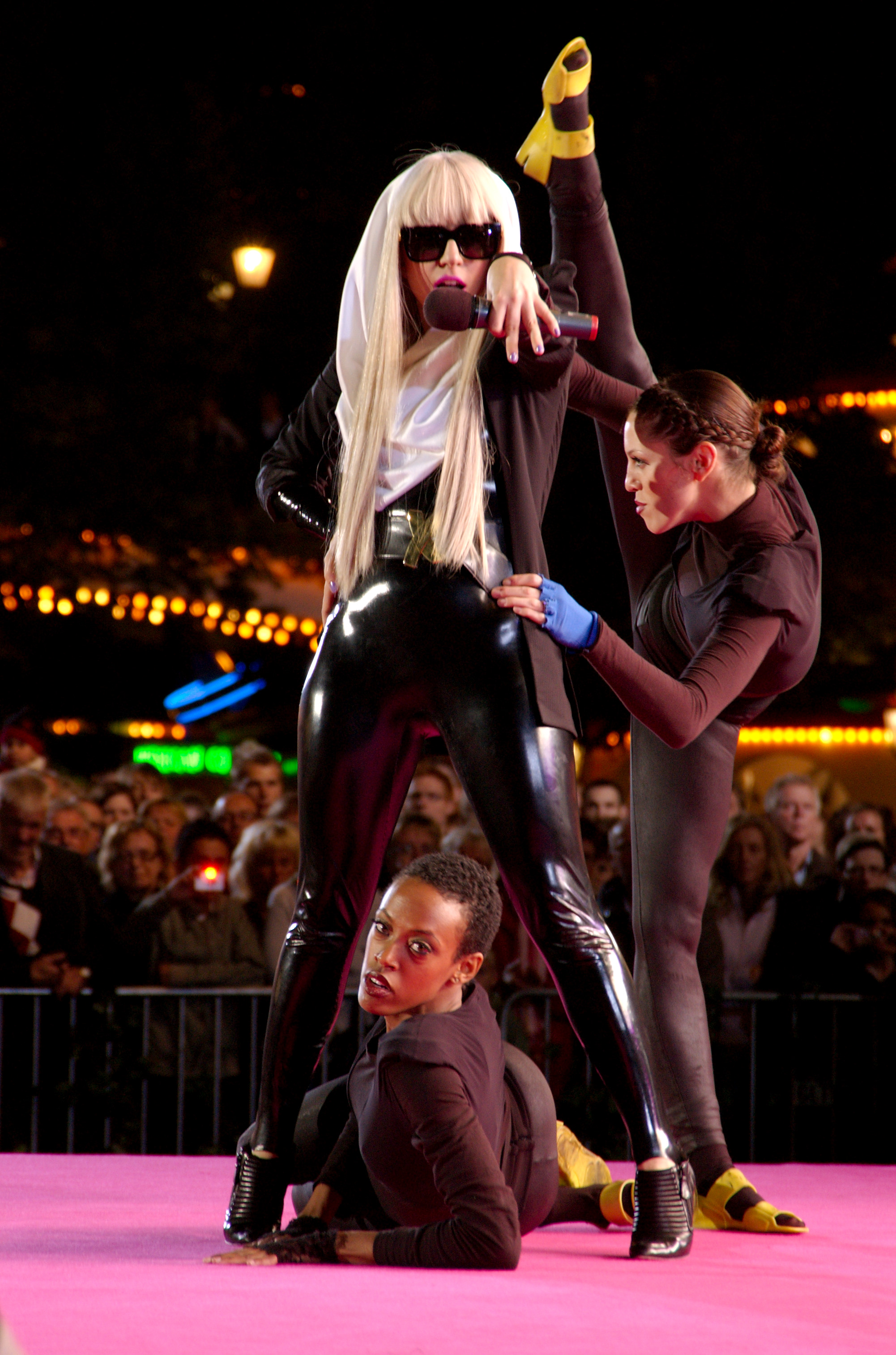
Lady Gaga en représentation à Gröna Lund (Stockholm).

Le 4 juillet 2008, le blogueur Perez Hilton organise une soirée dans une discothèque privée de Los Angeles où Lady Gaga donne un concert ; le roi de la « web jet set », très influent, définit alors ses performances sur scène comme « extrêmement novatrices ». Nommée aux MTV Video Music Awards 2008 dans les catégories « révélation de l'année » et « meilleur clip-vidéo », elle ne remporte aucun prix, mais déclare se contenter de son succès dans les charts. Durant cette période, Lady Gaga part en tournée avec son The Fame Ball Tour.
Le 29 mars 2009, Lady Gaga est invitée à chanter avec une participante lors d’une variété de la Star Académie québécoise, avec Ginette Reno et Roger Hodgson. En avril 2009, elle devient la première artiste depuis 1999 à classer ses deux premiers singles au premier rang du Billboard 100. Fin mai 2009, Hilton, qui la qualifie de « nouvelle princesse de la pop », diffuse en avant-première le sixième clip vidéo de l’album The Fame, Paparazzi, sur son blog. Le 13 juillet 2009, le magazine américain Billboard indique que Lady Gaga est la troisième artiste dans l’histoire du Mainstream Top 40 à avoir placé trois singles numéro 1 pour un premier album, après le premier album de Mariah Carey et ses cinq singles numéro 1, Ace of Base en 1993-1994, Christina Aguilera en 1999-2000 avec son premier album Christina Aguilera et trois singles numéro 1, Avril Lavigne en 2002-2003 avec son album Let Go et ses trois tubes placés no 1. Investissant beaucoup d'argent dans ses spectacles, Lady Gaga est alors en faillite pour la quatrième fois depuis le récent lancement de sa carrière.
Le 18 novembre 2009, le second album de Lady Gaga est publié. Intitulé The Fame Monster, il s'agit de la réédition du premier opus de la chanteuse, contenant huit pistes de plus. L'album dispose également d'une édition où les morceaux de The Fame n'apparaissent pas. The Fame Monster est donc une réédition du premier opus de Lady Gaga et un album à part entière à la fois.

Lady Gaga en concert à New York, en février 2011.

L'album est publié sous deux pochettes différentes : la première montre Lady Gaga portant une perruque blonde et une veste en cuir. Sur la seconde, elle est coiffée d’une longue perruque noire et pleure du sang de la même couleur. Cet album est publié dans tous les pays le 23 novembre 2009 mis à part au Japon où il sort le 18 novembre 2009, et le 20 novembre 2009 en Australie et en Allemagne. La chanteuse affirme que c'est lors de sa première tournée (The Fame Ball Tour) que l'écriture de The Fame Monster commence.
Le premier des quatre singles, Bad Romance, sort officiellement aux États-Unis le 26 octobre 2009. Le titre est un succès commercial et voit son clip devenir le plus vu de l'histoire de Youtube. Le second single, Telephone, bénéficie de la collaboration de la chanteuse Beyoncé Knowles. Telephone était initialement composé pour la chanteuse Britney Spears mais, à la suite du refus de celle-ci, la chanson est utilisée pour l'album de Lady Gaga. Telephone sort respectivement le 26 janvier 2010 aux États-Unis et le 6 avril 2010 en France. Le troisième single, Alejandro, dévoilé via Twitter, sort le 20 avril 2010 aux États-Unis. Le quatrième single et premier single promotionnel de l'album est Dance in the Dark. Le titre ne sort pas aux États-Unis et ne bénéficie d'aucun clip vidéo.
Pour promouvoir son album, Lady Gaga fait différentes apparitions télévisées, dont une sur le plateau de Barbara Walters, une sur celui d'Ellen DeGeneres, une sur celui du télécrochet X Factor, ainsi qu'une apparition dans la série dramatique Gossip Girl (saison 3, épisode 10). Lady Gaga fut aussi invitée au Royal Variety Show, aux côtés de Miley Cyrus, pour interpréter l'une de ses chansons devant la Reine Elisabeth II. Elle interpréta Speechless sur un piano d'une hauteur de près de trois mètres. Pour la promotion de The Fame Monster, elle crée de plus une tournée mondiale visitant quatre continents : The Monster Ball Tour. The Fame Monster reçoit un disque de platine australien fin décembre, il s'agit de sa première certification. La tournée est un temps déficitaire de 3 millions de dollars après que la chanteuse a refusé de faire des compromis sur la mise en scène mais finira par devenir la tournée d'artiste la plus lucrative de l'histoire. Peu après, l'album reçoit sa seconde certification, un disque d'or américain. L'année terminée, l'album se trouve être le deuxième plus vendu de 2009, derrière Susan Boyle, surpassant Lady Gaga de 100 000 ventes seulement.

Lady Gaga chantant Paparazzi durant le Monster Ball Tour.

Début 2010, elle s'associe à la marque d'appareil électronique Polaroid ; elle présente lors des Consumer Electronic Show la maquette représentant ses écouteurs nommés Herbeats. À la cérémonie, elle déclare aussi qu'une partie des fonds sera consacrée à des œuvres de charité œuvrant contre le sida, confirmant que la lutte contre cette maladie est une cause qui lui tient à cœur. Mi-janvier, elle interprète Monster, Bad Romance et Speechless à l'émission d'Oprah Winfrey. Là-bas, elle annonce que tous les bénéfices de son concert à New York du 24 janvier, seront reversés à une association en faveur des rescapés du tremblement de terre d'Haïti. Finalement, Lady Gaga réussit à récolter un demi-million de dollars, soit trois cent mille euros. Pour le plus grand évènement musical de l'année, les Grammy Awards, elle interprète Poker Face, vêtue d'une tenue verte brillante, dans sa version originale et chante Speechless ainsi que Your Song avec Elton John,. Quelques jours après les Grammy Awards, Lady Gaga déclare lors d'une interview pour la radio 102.7 KIIS-FM qu'elle a commencé à travailler sur son troisième album et que le clip de Telephone serait la suite de celui illustrant son tube Paparazzi. Lors des Brit Awards, Lady Gaga chante Dance in the Dark et une version acoustique de Telephone. Sa performance est un hommage au styliste américain Alexander McQueen. Elle remporte le prix de chacune des trois catégories dans lesquelles elle est nommée.
Mi-mars, Fusari, son ancien producteur porte plainte contre elle et lui réclame 30,5 millions de dollars, en affirmant qu'il avait coécrit Paparazzi et Beautiful, Dirty, Rich, et qu'il n'avait reçu que 600 000 dollars, soit une somme inférieure aux 15 % des profits de ces deux chansons qu'il aurait dû initialement toucher. Il déclara de plus que c'est lui qui présenta Lady Gaga au label Interscope Records et qui trouva son nom de scène. La chanteuse et Mermaid Music LLC déposent une contre-plainte, réglant les problèmes juridiques et clôturant le dossier après que les plaintes soient abandonnées. Le grand-père de la chanteuse, Giuseppe Germanotta, décède de la maladie de Parkinson en septembre 2010.

### Born this WayetARTPOP(2011–2014)

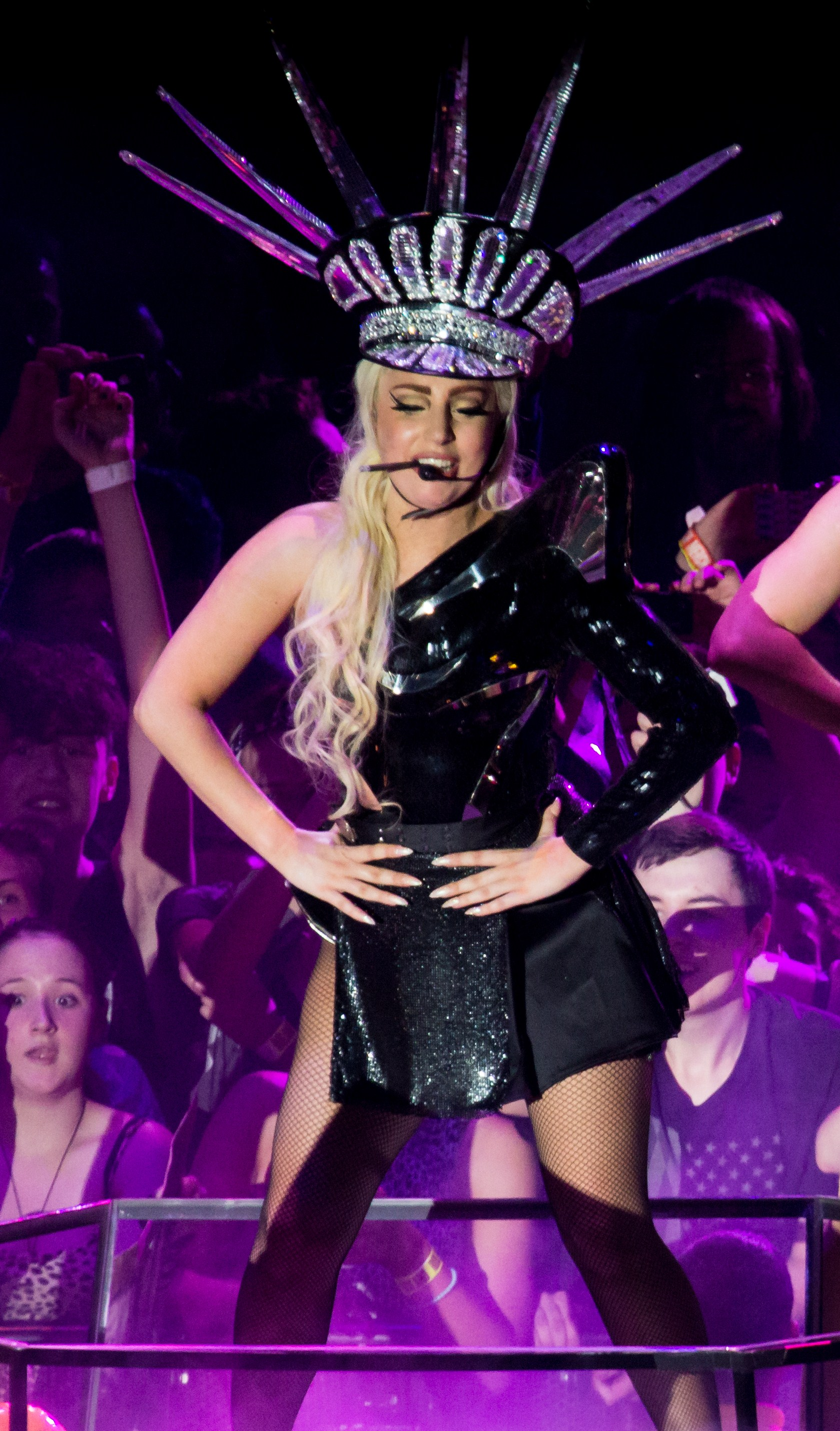
Lady Gaga en train d'interpréter LoveGame durant The Born This Way Ball à Manchester.

Alors qu'elle reçoit le prix du meilleur clip-vidéo de l'année pour Bad Romance aux MTV Music Awards 2010, Lady Gaga chante un court extrait de la chanson thème de son prochain album, Born This Way. Ce single a été écrit en 10 minutes par la chanteuse. Par la suite, elle publie sur Twitter, le jour de l'an, les dates de sortie du single. Finalement, le titre sort deux jours plus tôt. La chanson est un succès à travers le monde, se classant numéro 1 dans 19 pays. Le 15 avril 2011, elle sort le second single extrait de l'album, Judas. Deux semaines avant la sortie de l'album, elle divulgue le single The Edge of Glory, inspiré de la mort de son grand-père. Enfin, une semaine avant la sortie de l'album, elle publie le premier et dernier single promotionnel : Hair. Le choix du quatrième single promouvant l'album est plus tard dans l'année officialisé : ce sera Yoü and I. Le 16 août 2011, le clip est victime de fuites et Gaga est donc contrainte de le publier trois jours avant la date prévue. Marry the Night est le cinquième single tiré de l'album. Un court extrait de son clip est dévoilé le 17 novembre 2011 : il est diffusé dans sa totalité le 2 décembre et est le plus long clip de la chanteuse. Elle annonce, lors de son passage en France, à Taratata qu’elle souhaiterait sortir neuf ou dix singles de ce même album, projet qui n'aboutira finalement pas.
L'album sort le 23 mai 2011, et est décliné en deux éditions : l'édition standard, qui inclut quatorze pistes, et l'édition deluxe qui contient dix-sept pistes ainsi que six chansons remixées, soit vingt-trois pistes.
Lors de la cérémonie des MTV Video Music Awards, Lady Gaga apparaît sur le tapis rouge déguisée en Jo Calderone, son alter ego masculin. Elle ouvre la cérémonie avec un discours suivi d’une performance de Yoü and I accompagnée de Brian May, le guitariste de Queen. Au cours de la soirée, elle reçoit deux récompenses pour son clip Born This Way.
En fin d'année, les meilleures ventes de l'année sont dévoilées. Lady Gaga apparaît à la deuxième place du classement mondial grâce à son album Born This Way, vendu à plus de 2,1 millions d'exemplaires aux États-Unis et à plus de 5,5 millions d'exemplaires dans le monde. Depuis, l'album s'est vendu à plus de huit millions d'exemplaires,,. Le classement réserve également une surprise, The Fame Monster occupe la vingt-deuxième place. Du côté des singles, Born This Way est à la sixième position tandis que The Edge of Glory occupe la seizième place. Des rumeurs annoncent Heavy Metal Lover comme sixième single, mais il se pourrait que l'exploitation de Born This Way se termine avec Marry The Night. Les rumeurs prendront fin le 22 mars 2012 avec l'annonce officielle de l'arrêt de l'exploitation de l'album Born This Way, et le retrait médiatique de la chanteuse. La chanson Scheiße est ensuite utilisée pour la promotion de son nouveau parfum Fame. Elle commence peu après sa tournée mondiale The Born This Way Ball, le 27 avril 2012 à Séoul en Corée du Sud.

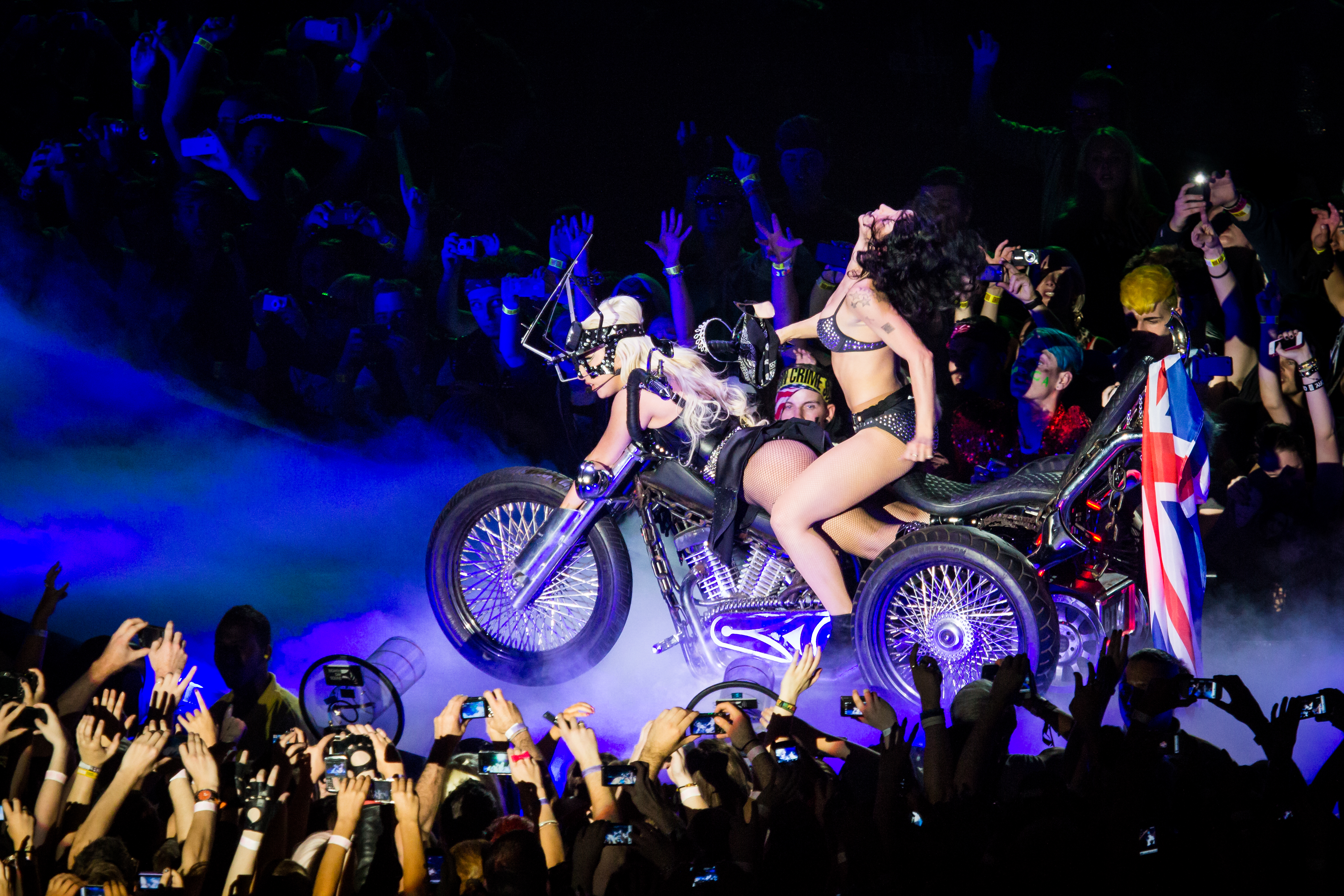
Performance de Heavy Metal Lover à Manchester.

Le 27 juin 2012, lors de l'un de ses concerts à Melbourne, en Australie, elle présente au public une musique inédite : Princess Die. Ce nouveau titre choque une partie de son public du fait qu'elle parle de la princesse Diana, elle dit notamment : « Je veux m'en aller dans la limousine de mon riche amoureux, juste après qu'il m'ait demandé en mariage avec un diamant de seize carats enveloppé dans de l'or rose, avec les paparazzis qui s'agitent tout autour. Alors baissez la tête pour une autre blonde morte ». Les Australiens, dont bon nombre d'entre eux sont issus de familles d'anciens colons anglais, n'apprécient pas la façon indélicate de la chanteuse de traiter l'histoire de la princesse. Pour la première fois lors de la tournée, elle fait allusion à son nouvel album. Elle confie tout de même qu'elle ne sait pas encore si cette musique inédite fera partie ou non de son quatrième album, attendu pour 2013. Lady Gaga se brise la hanche sur scène ce qui la contraindra à cesser prématurément sa tournée et à rester un temps en fauteuil roulant.
Courant 2012, Lady Gaga ouvre son propre réseau social à l'intention de ses fans, LittleMonster.com. Lady Gaga apparaît dans l'édition 2013 du Livre Guinness des records en tant que « personnalité la plus célèbre du monde ». Le 9 octobre 2012, elle accepte en personne le prix de la paix nommé « The LennonOno Grant for Peace » décerné par Yoko Ono.
Le 25 décembre 2012, Lady Gaga annonce via son réseau social, ainsi que sur Twitter, que Terry Richardson travaille sur un documentaire à propos de la vie de Lady Gaga, la Haus of Gaga et la création du nouvel opus de la chanteuse. Lady Gaga annonce alors le titre de l'album et sa préférence sur le fait qu'elle veuille qu'il soit stylisé en lettres capitales, ceci donnant ARTPOP. 

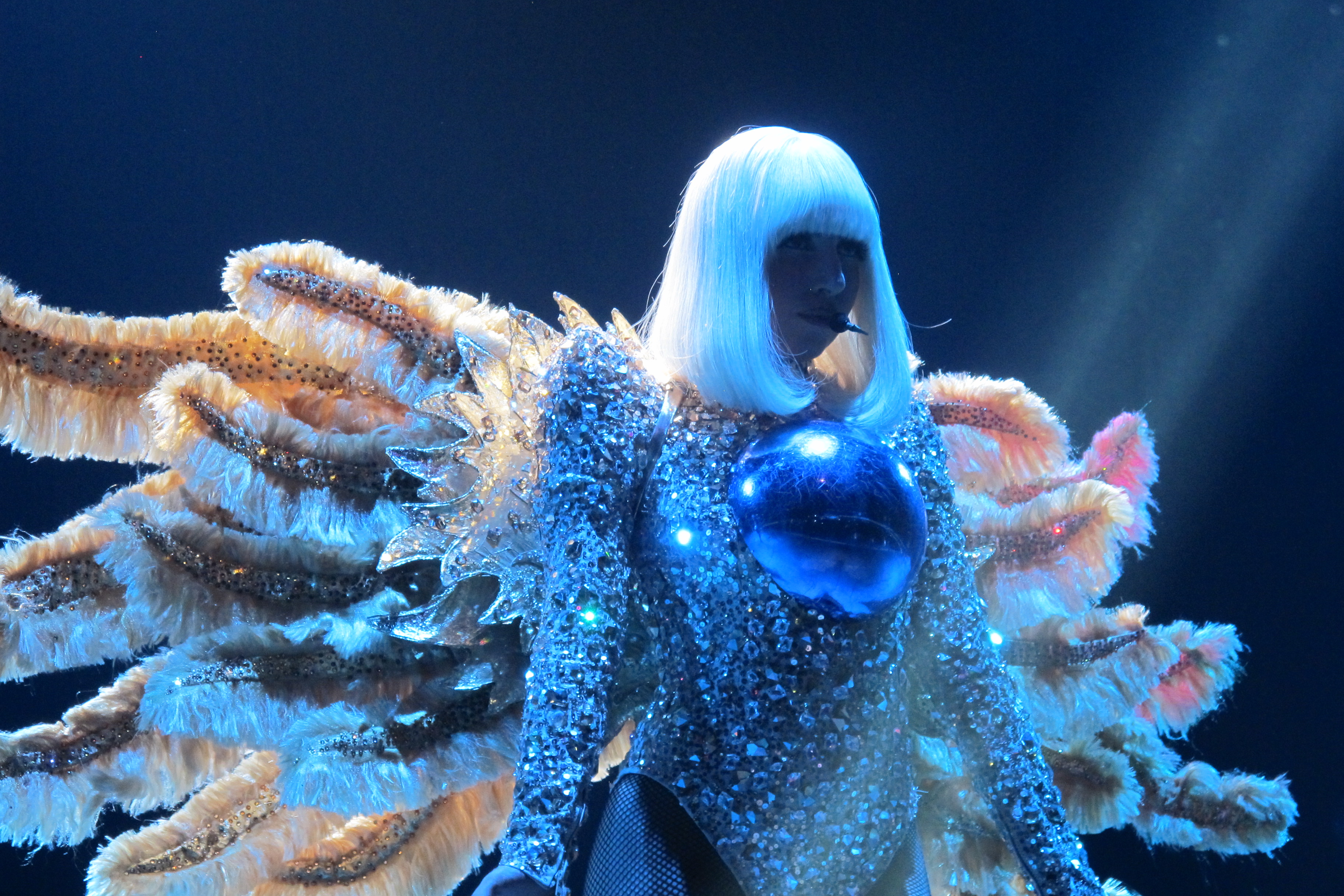
Lady Gaga lors de sa tournée ArtRave: The Artpop Ball à San Diego.

De nouvelles chansons pour son quatrième album studio, ARTPOP, sont réalisées alors qu'elle travaille avec le producteur Fernando Garibay au début de l'année 2012,. Dans une interview datant de mai 2012, le manager de la chanteuse, Vincent Herbert, annonce qu'elle avait déjà commencé à travailler sur ce projet durant son Born This Way Ball. Le label de la chanteuse considère que l'album fini ne contient pas de futurs tubes et tente de modifier son contenu mais la star souhaite laisser l'album tel qu'il a été conçu.
L'album sort le 11 novembre 2013 et reçoit aussitôt des critiques assez mitigées. Il devient cependant son deuxième album à atteindre la première place du classement Billboard 200 aux États-Unis avec 258 000 exemplaires écoulés en première semaine. Ce résultat reste inférieur au démarrage de son précédent album Born This Way en 2011 mais les deux premiers singles extraits reçoivent un bon accueil : Applause et Do What U Want. Le troisième et dernier single officiel de l'album, G.U.Y., ne parvient pas à s'imposer dans les classements mais le single promotionnel Dope se classera lui dans le top 10 des ventes.
Durant cette période, la chanteuse fait une dépression à la suite de ses difficultés à vivre avec les douleurs chroniques dont elle souffre alors depuis un an et demi ainsi que des trahisons de plusieurs amis et membres de son équipe et des commentaires de certains médias qui voient déjà sa carrière comme enterrée. L'album continue de connaitre une promotion laborieuse du fait de l'abandon de certains singles en devenir et des clip-vidéos de Do What U Want et de Venus.
La chanteuse fait son grand retour sur scène le 25 août 2013 lors des MTV Video Music Awards avec une performance, retraçant chaque facette de la chanteuse, sur son single Applause. Elle ouvre également l'iTunes Festival en septembre 2013, durant lequel huit chansons du nouvel album sont interprétées. Durant la soirée de lancement de l'album à Brooklyn, Lady Gaga fait découvrir une création de la Haus of Gaga : Volantis, la première robe volante. La chanteuse est aussi présentatrice dans l'épisode du 16 novembre du Saturday Night Live, fermant le programme avec une performance aux côtés de Kelly. Lors de la cérémonie des American Music Awards, elle chante également Do What U Want avec Kelly. Plus tard dans le mois, elle apparaît dans une émission spéciale Thanksgiving, « Lady Gaga and the Muppets' Holiday Spectacular » aux côtés des Muppets, Elton John, Joseph Gordon-Levitt et RuPaul.
Souhaitant jouer dans un film depuis son plus jeune âge, la chanteuse débute au cinéma avec un rôle dans le film de Robert Rodriguez, Machete Kills. Elle y joue le rôle de La Chameleón. Le film d'action apparait sur les écrans de cinéma le 4 octobre 2013. Lady Gaga apparait ensuite dans le film Sin City : J'ai tué pour elle, par le même réalisateur, sorti le 22 août 2014. Elle devient également l'égérie de la marque de haute-couture italienne Versace début 2014 pour la campagne « Lady Gaga for Versace ». En septembre 2014, elle sort son deuxième parfum en association avec Coty, Eau de Gaga.
Lady Gaga joue les concerts finaux de la Roseland Ballroom, à New York puis embarque dans une tournée mondiale quelques mois plus tard nommée ArtRave: The Artpop Ball. Cette dernière engrange un total de 83 millions de dollars à travers 79 dates dans le monde. Entretemps, la chanteuse se sépare de son manager, Troy Carter à la suite de « différences artistiques » et en juin 2014, elle et son nouveau manager, Bobby Campbell, rejoignent Artist Nation, la division de management de Live Nation Entertainment. Ses ventes de disques à travers le monde sont estimées en 2014 à 180 millions, 30 millions d'albums et près de 150 millions de singles selon Billboard.

### DeCheek to CheekàEnigma(2014–2017)

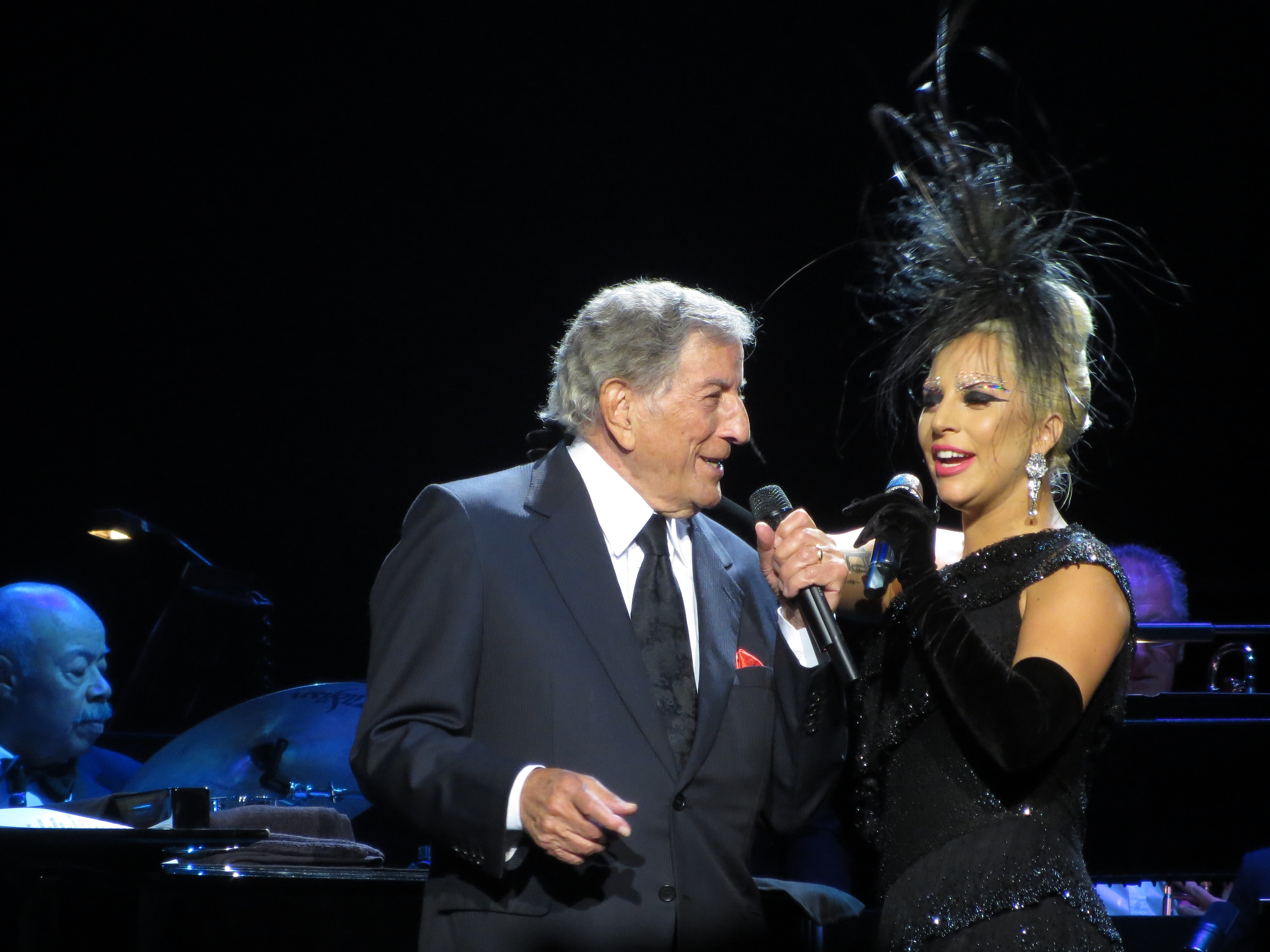
Tony Bennett et Lady Gaga lors du Cheek to Cheek Tour à Las Vegas.

En 2014, Gaga et l'artiste de jazz américain Tony Bennett sortent un album en collaboration nommé Cheek to Cheek, dans lequel ils reprennent ensemble des standards du jazz. Les deux singles issus de l'album, Anything Goes et I Can't Give You Anything but Love, débutent tous deux au sommet du classement des singles de jazz aux États-Unis,.
L'album, lui, sort le 19 septembre 2014 en France puis le 24 septembre dans le reste du monde. Il débute à la première place du Billboard 200 avec 131 000 exemplaires vendus en première semaine. L'album reçoit de nombreuses critiques positives et permet à Bennett et Gaga de remporter un Grammy Award dans la catégorie « Best Traditional Pop Vocal Album » lors de la 57e cérémonie annuelle des Grammy Awards le 8 février 2015. Ils effectuent ensemble une tournée mondiale, le Cheek to Cheek Tour, qui visite une dizaine de pays à travers 36 dates. Le 22 décembre 2014, Gaga confie à Yahoo! qu'elle a déjà commencé à travailler sur son nouvel album. En janvier 2015, RedOne et le producteur Giorgio Moroder confirment leur participation à l'écriture de l'opus. Lors de la 87e cérémonie des Oscars le 22 février 2015, la chanteuse donne une performance qui sera extrêmement bien reçue d'un medley du film La Mélodie du bonheur. Elle interprète également le titre Imagine de John Lennon lors de la cérémonie d'ouverture de la première édition des Jeux Européens à Bakou, le 12 juin 2015.
Gaga écrit également une chanson avec Diane Warren, pour le documentaire The Hunting Ground, intitulée Til It Happens To You. La chanson est nommée aux Satellite Awards et aux Oscars,. En juin, Gaga reçoit le premier « Contempory Icon Award » lors de la 46e édition des Songwriters Hall of Fame. Elle y interprète une reprise de What's Up? de 4 Non Blondes. Forbes classe la chanteuse à la 25e place des célébrités les mieux payées entre juin 2014 et juin 2015 avec un bénéfice total de 59 millions de dollars. Gaga est également élue « femme de l'année 2015 » par Billboard. En octobre de la même année, la chanteuse apparaît dans une vidéo pour la campagne du printemps 2016 de Tom Ford dans laquelle elle reprend le titre I Want Your Love de Nile Rodgers accompagnée de mannequins. Ce même jour, elle devient la première artiste à avoir deux singles dépassant 7 millions d'exemplaires vendus aux États-Unis.

En février 2015, Gaga confirme son apparition dans la saison 5 de la série télévisée American Horror Story, intitulée Hotel. Elle prête ses traits à la Comtesse Elizabeth Johnson, propriétaire d'un hôtel et personnage principal de la saison. Son rôle dans la série lui permet de décrocher le Golden Globe de la meilleure actrice dans une mini-série ou un téléfilm durant la cérémonie de 2016. La chanteuse confie au magazine Entertainment Weekly que son expérience en tant qu'actrice dans la série influença beaucoup l'écriture de l'opus. En mars 2016, Gaga confirme son apparition dans la sixième saison d'American Horror Story, Roanoke, prévue pour septembre 2016,. Elle y incarne une sorcière celtique nommée Scáthach et n'apparaît que dans quelques épisodes. 

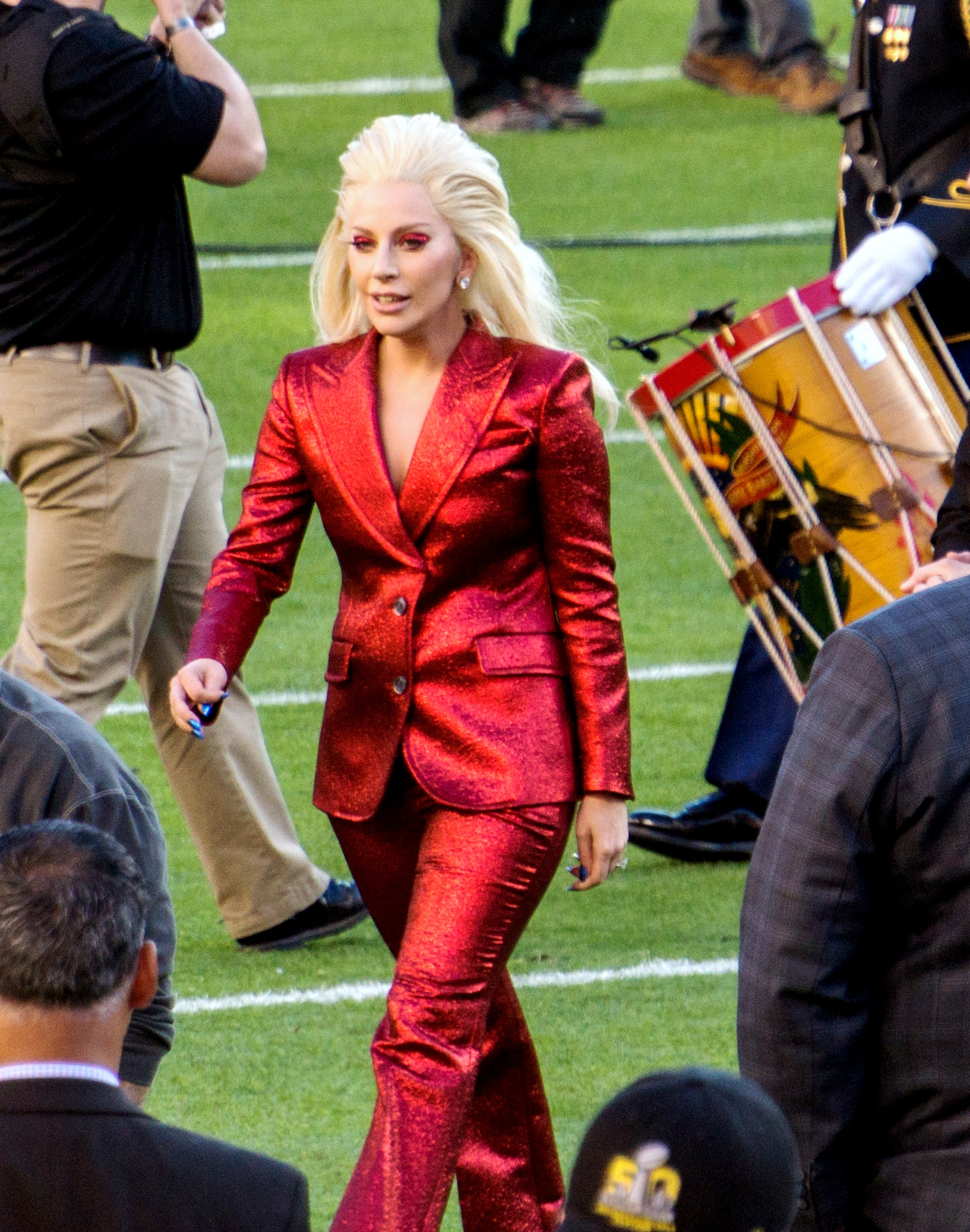
Lady Gaga lors de la 50e édition du Super Bowl.

 En janvier 2016, Gaga est invitée à éditer le 99e numéro du magazine V qui compte seize couvertures. La chanteuse est nommée éditrice de l'année lors des Fashion Los Angeles Awards pour son travail. Le 7 février, elle chante l'hymne national américain pour le 50e match du Super Bowl. Gaga rend aussi hommage à David Bowie aux Grammy Awards dans une performance en collaboration avec Intel et Nile Rodgers. Lors de la 88e cérémonie des Oscars, elle interprète son titre Til It Happens To You, accompagnée de 50 victimes d'agressions sexuelles. Sa performance est introduite par le vice-président des États-Unis, Joe Biden.
Le 17 août 2016, Gaga annonce via Instagram et son site web la sortie de son nouveau single Perfect Illusion. Un single promotionnel suit, A-YO, ainsi que le second single, Million Reasons. Afin de promouvoir la sortie future de son album, Gaga effectue une courte tournée de trois dates, le Dive Bar Tour. Une dernière en juillet est par la suite ajoutée. Le 15 septembre, elle annonce que son nouvel album s'intitulera Joanne, en hommage à la sœur de son père, décédée à un jeune âge d'un Lupus. L'album sortira le 21 octobre de la même année et se classera à la première place des charts américains et dans le top 10 de nombreux pays à travers le monde. Le 30 septembre, après de longues discussions, elle annonce sur son compte Twitter qu'elle assurera le 51e spectacle de la mi-temps du Super Bowl, succédant à Coldplay. Ce spectacle devient la prestation musicale la plus regardée de tous les temps. Le 16 avril 2017, Gaga, qui est une des têtes d'affiches du festival Coachella, interprète pour la toute première fois son nouveau single, The Cure. Le titre est dans la foulée disponible sur les plateformes de téléchargements numériques et devient numéro un sur Itunes dans plus de 60 pays. En juin, il est annoncé que la chanteuse dévoilera rapidement de nouveaux titres.
En août 2017, la chanteuse se lance dans une tournée internationale Joanne World Tour. En septembre de la même année, un documentaire centré sur la chanteuse est dévoilé en exclusivité sur Netflix, intitulé Gaga : Five Foot Two. Celle-ci y révèle souffrir de fibromyalgie depuis quelques années, et déclare dès lors faire une pause dans sa carrière musicale. Ce mauvais état de santé obligea Gaga à repousser les dates européennes du Joanne World Tour à 2018. Même avec un pan entier des dates repoussé à l'année suivante, la tournée deviendra la plus lucrative par une artiste féminine en 2017.
Après de nombreuses rumeurs, la chanteuse confirme le 19 décembre 2017 qu'elle débutera le même mois de l'année suivante une tournée résidentielle, baptisée Lady Gaga Enigma, à Las Vegas, de 30 à 80 dates selon les médias avec un cachet record qui dépassera le million de dollars par concert.
La même année, elle entre en pourparlers pour interpréter le rôle d'Elphaba, la méchante sorcière de l'Ouest aux côtés d'Amanda Seyfried et Shawn Mendes dans l'adaptation cinématographique de la comédie musicale Wicked. Le projet est alors chapeauté par Stephen Daldry puis son ami de longue dates Rob Marshall. Finalement, cette production n'as pas lieu et ça sera Cynthia Erivo qui interprétera ce rôle au cinéma tardivement.

### Débuts au cinéma etChromatica(2018–2020)

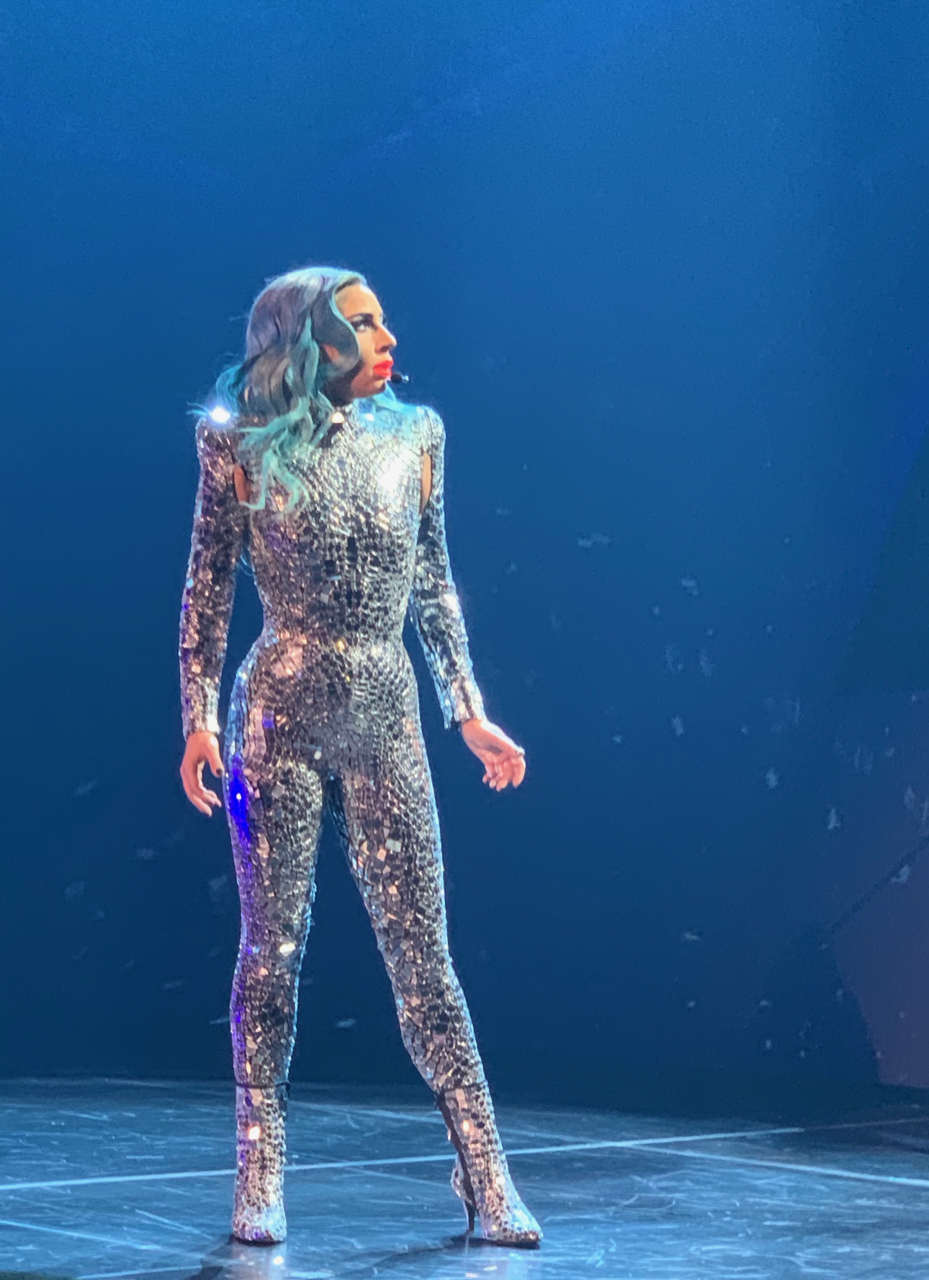
Lady Gaga lors de sa résidence Enigma, le 28 décembre 2018, au Park MGM à Las Vegas.

En octobre 2018, sort le film A Star is Born, remake du classique hollywoodien, réalisé par Bradley Cooper qui y tient également le premier rôle masculin. Gaga y tient le rôle principal d'Ally et a également composé la bande originale du film. Elle voit son jeu encensé par la critique lors des projections à la Mostra De Venise et au Festival International du Film de Toronto,. Le film et sa bande-son rencontrent par la suite un immense succès critique et commercial,,. La bande-son rejoint même le top 10 des meilleures ventes mondiales d'albums de l'année 2018, bien que sorti en fin d'année. Lady Gaga est nommée pour l'Oscar de la meilleure actrice et remporte, le 24 février 2019, celui de la Meilleure chanson originale pour Shallow. Le titre devient par la suite numéro un des ventes aux États-Unis, en plus d'être la chanson par une artiste féminine qui a passé le plus de temps à la première place du Top ITunes Monde devant Hello d'Adele,. Huit mois après sa sortie, l'album s'est vendu à 6 millions de copies, devenant le troisième album le plus vendu de l'année 2019 aux États-Unis, et atteint les 8 millions d'exemplaires vendus en 2021,,,. En juillet 2019, Gaga officialise la création de sa première marque de cosmétiques : Haus Laboratories. Lancée sur Amazon, la marque figure immédiatement en tête des ventes de la section produits de beauté,.

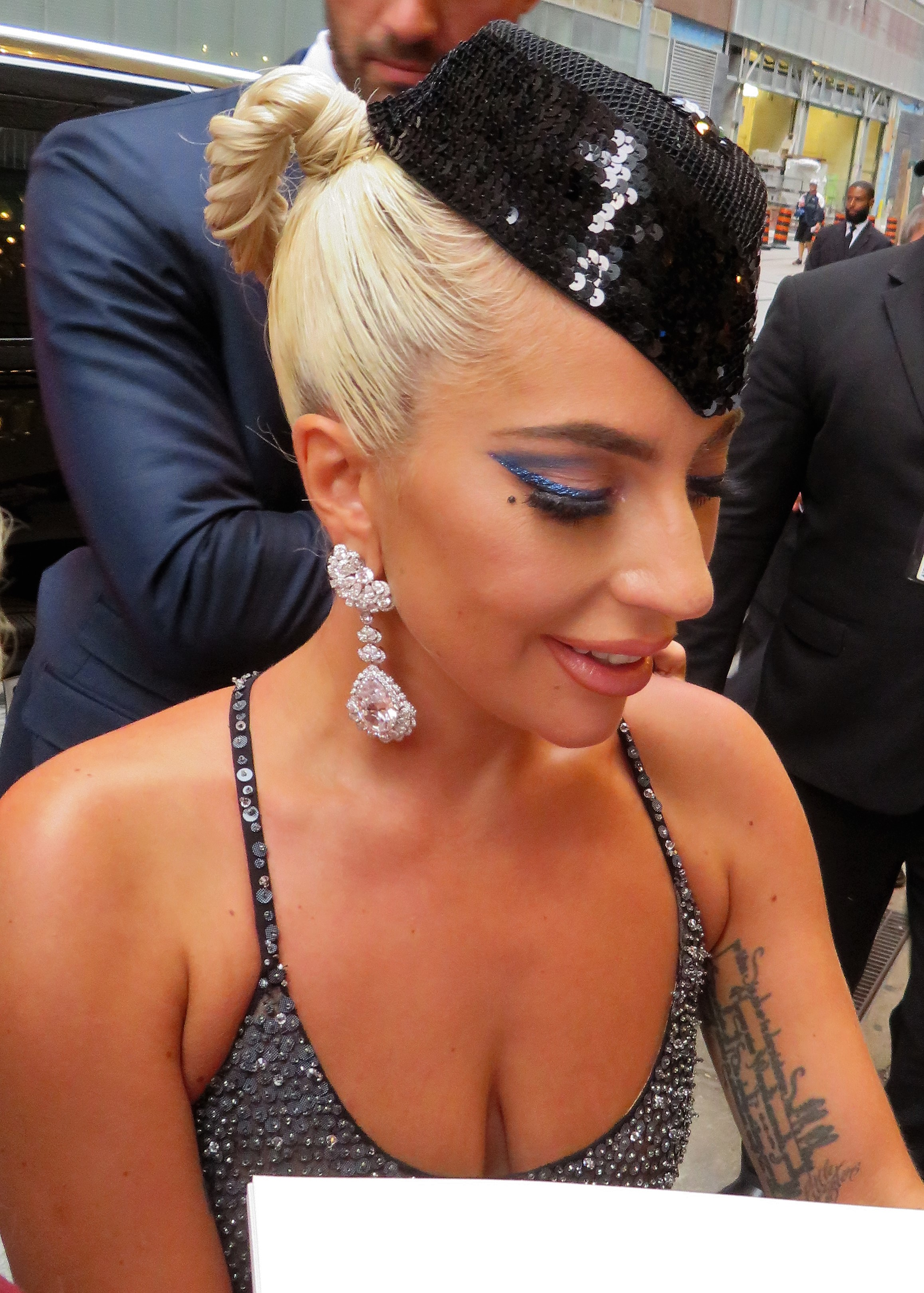
Lady Gaga au Festival international du film de Toronto 2018 pour la promotion de A Star Is Born.

En février 2020, la chanteuse annonce la sortie d'un nouveau single, Stupid Love qui se classe à la cinquième place des ventes aux États-Unis,,. Elle annonce ensuite la sortie d'un album aux sonorités House intitulé Chromatica pour le 10 avril 2020. Cependant, le 24 mars, la chanteuse annonce le report de son album, à une date ultérieure en 2020, à cause de la Pandémie de Covid-19. Le 22 mai, Gaga dévoile le single Rain on Me, en collaboration avec la chanteuse Ariana Grande qui atteint la première place des ventes aux États-Unis,. L'album qui se révèle être un retour aux sources pop et dance de Gaga sort le 29 mai et atteint le sommet des ventes en France, Angleterre, Italie ainsi qu'aux États-Unis et au Canada, entre autres,. En septembre, Gaga devient égérie du parfum Viva Voce de Valentino qui utilise son titre Sine from above dans sa publicité vidéo alors que 911 devient le troisième single de Chromatica s'accompagnant d'un clip-court métrage de Tarsem Singh,.
Le 20 novembre 2020, elle annonce sur les réseaux sociaux qu'elle sera présente au « Lupus Research Alliance », où elle interprétera virtuellement son titre Joanne (chanson), issu de son cinquième album du même nom Joanne (album), et ainsi rendre hommage à sa tante décédée de cette maladie. Le 2 décembre 2020, elle annonce sur les réseaux sociaux, que la promotion de son sixième album Chromatica reprend, la star décide de dévoiler sa collaboration avec la célèbre marque Oreo, avec laquelle, elle décide de créer des nouveaux biscuits aux couleurs de son album, qui seront commercialisés en édition limitée dans le monde à partir de janvier 2021. De plus, elle annonce également que cinq nouveaux remix de son tube 911 sortiront début décembre en plus de la sortie de sa nouvelle édition de Chromatica. En parallèle, la marque de maquillage de la star Hauslabs atteint 141 millions de dollars de chiffres d'affaires sur l'année 2020, un an seulement après son lancement,.
Le 20 janvier 2021, elle chante l'hymne américain lors de la cérémonie d'investiture du 46e président des États-Unis d'Amérique, Joe Biden. En février 2021, elle commence le tournage de House of Gucci, le nouveau film de Ridley Scott. Cependant, peu de temps avant de commencer le tournage de son nouveau film en Italie, son promeneur de chien Ryan Fischer est hospitalisé après avoir été abattu à Hollywood. Deux de ses bouledogues français, Koji et Gustav, sont emmenés tandis qu'un troisième chien nommé Miss Asia s'échappe et est ensuite récupéré par la police. Gaga offre ensuite une récompense de 500 000 $ pour le retour de ses animaux de compagnie. Deux jours plus tard, le 26 février, une femme amène les chiens à un poste de police à Los Angeles. Les deux sont indemnes. La police déclare que la femme qui avait déposé les chiens ne semblait pas être impliquée dans la fusillade. Le 29 avril, la police de Los Angeles déclare que cinq personnes avaient été inculpées du vol, dont la femme qui avait rendu les animaux de compagnie. Le 31 mars 2021, Lady Gaga dévoile sa collaboration avec la maison de champagne Dom Pérignon qui sortira le 6 avril. Un clip publicitaire est réalisé dans lequel on peut entendre[style à revoir] Free Woman, le nouveau single français de Lady Gaga. Lors des Brit Awards 2021, Rina Sawayama révèle qu'elle participait à l'album de remix de Chromatica.
Elle est un temps évoquée pour tenir un rôle féminin dans le film d'action Bullet Train aux côtés de Brad Pitt, elle se retire finalement pour des conflits d'emploi du temps, c'est alors Sandra Bullock qui la remplace. Elle apparait aussi dans l'émission Friends : Les Retrouvailles aux côtés de Jennifer Aniston, Courteney Cox et Justin Bieber.

### House of GuccietJoker: Folie à deux(2022–2024)

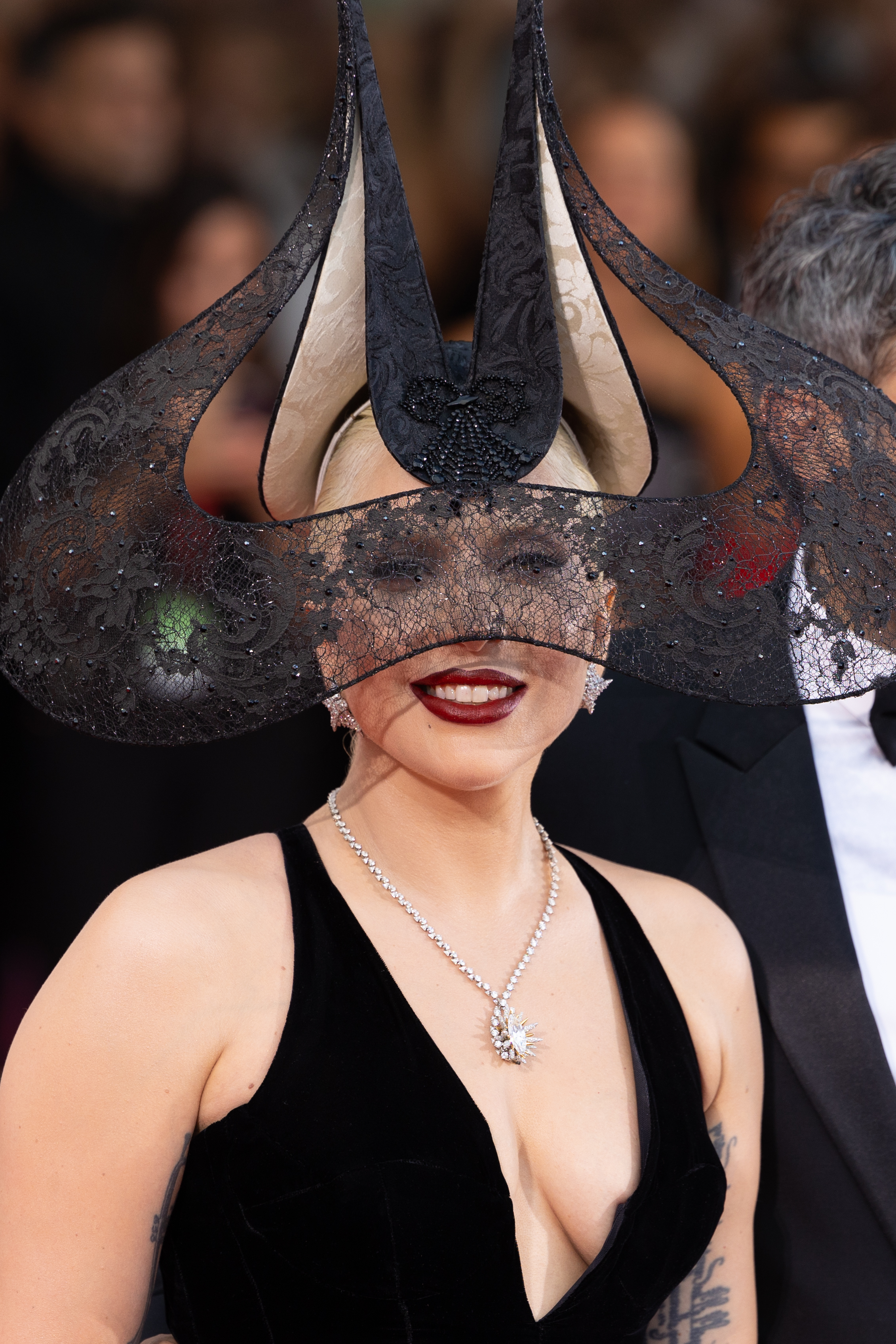
Lady Gaga en Batman lors de l'avant-première à la Mostra de Venise de la comédie musicale : Joker : Folie à Deux en 2024.

Lady Gaga poursuit son ascension cinématographique en interprétant le premier rôle du drame criminel House of Gucci réalisé par Ridley Scott. Le film est centré sur l'assassinat de Maurizio Gucci, fils du fondateur de la marque de luxe italienne, par son ex-femme Patrizia Reggiani interprétée par Gaga. Ce rôle lui permet de tourner aux côtés d'acteurs prestigieux : Al Pacino, Jeremy Irons, Adam Driver, Jared Leto, Camille Cottin. Gaga s'appuie pour sa performance sur la technique de l'actors studio. Pendant près de deux ans, elle suit des cours d'italien pour parfaire son accent, devient brune et lit de nombreuses biographies. Le biopic devient le film dramatique ayant effectué le meilleur démarrage en salle depuis 2019, confirmant son succès par la suite. Les critiques sont dans l'ensemble assez froides, mais saluent la prestation de Lady Gaga. L'artiste décroche sa 5e nomination aux Golden Globes, cette fois dans la catégorie meilleure actrice dans un film dramatique.
Elle participe ensuite au développement de la bande-originale du film d'action Top Gun : Maverick, suite du film phénomène de 1986, aux côtés des compositeurs Lorne Balfe, Harold Faltermeyer et du multi-récompensé Hans Zimmer. Elle y signe notamment la chanson Hold my hand. Le film est un immense succès avec 1,454 milliard engrangé au box-office international et d'excellentes critiques de la part des spectateurs comme de la presse. Hold My Hand est par ailleurs nommée au Oscars 2023 et Goldens Globes dans la catégorie de la meilleure chanson originale.
En avril 2023, elle est nommée présidente du Comité présidentiel sur les arts et les sciences humaines par le président des États-Unis Joe Biden.
En juillet 2024, la star lance la cérémonie d'ouverture des Jeux olympiques de Paris avec un numéro en hommage à la culture française du cabaret. Elle y interprète Mon truc en plumes de Zizi Jeanmaire le long des quais de Seine devant plus d'un milliard et demi de téléspectateurs. On apprend par la suite que la chanteuse a répété deux mois pour sa prestation réalisée à titre gracieux sous la direction du metteur en scène français Thomas Jolly, alors directeur artistique de l'évènement.
En août 2024, Gaga sort une ballade pop-soul en duo avec Bruno Mars intitulé Die with a smile. Le titre devient rapidement la chanson la plus vendue au monde et maintient ce statut sur plusieurs semaines. Côté streaming, le titre bat, sur Spotify, les records de la chanson la plus rapide à atteindre le milliard d'écoutes et de la plus longuement classée numéro un mondial.
En octobre 2024, elle fait son retour au cinéma dans le très attendu Joker : Folie à deux qui est une déception aussi bien critique que commerciale, en comparaison du premier volet. Son interprétation d'Harley Quinn et celle de Joaquin Phoenix reçoivent néanmoins les louanges des critiques. À la suite du film et parallèlement à la bande originale du film, sortent un album des chansons du film, interprétées par Joaquin Phoenix, Lady Gaga et Nick Cave, puis l'album Harlequin, centré sur le personnage d'Harley Quinn, dans lequel Lady Gaga reprend en versions jazzy des titres populaires américains des années 50 et 60, qui est un joli succès.
Le mois suivant, elle annonce rejoindre la distribution de la seconde saison de la série gothique Mercredi, créée et produite par Tim Burton, aux côtés de Jenna Ortega, dans un rôle secret.

### Mayhemet retour à la télévision (depuis 2025)
Le 27 janvier 2025, elle annonce sur Instagram la sortie de son septième album studio Mayhem le 7 mars 2025. L'album comportera 14 titres produits par elle-même, Michael Polansky et Andrew Watt, et inclus les singles Disease et Die with a smile, tous deux sortis en 2024. Lady Gaga présente le clip d'Abracadabra, troisième single extrait de cet album, pendant une pause publicitaire lors des Grammy Awards le 2 février 2025.
À la suite du succès de ses concerts promotionnels en Amérique du sud, Asie et Amérique Centrale, la star annonce des dates en Europe et aux États-Unis dans le cadre d'une tournée pour l'album, le Mayhem Ball. C'est le plus long passage en tournée de la star en France avec cinq dates dans l'hexagone, les 13 et 14 novembre à Lyon ainsi que les 17, 18 et 20 à Paris.
Son nom ainsi que celui de Zendaya sont pressentis pour tenir les rôles principaux de Guys and Dolls, nouvelle adaptation de la comédie-musicale de 1955, réalisée par Rob Marshall.
Le 3 mai 2025, la star donne un concert sur la plage de Copacabana au Brésil et accueille la plus grande participation jamais observée pour une artiste féminine avec 2.5 millions de spectateurs.

## Vie privée

### Vie sentimentale
Dans un entretien accordé en 2009, elle dévoile sa bisexualité,. Sa chanson Poker Face y fait référence en racontant l'histoire d'une femme qui pense à une autre femme lors de rapports sexuels avec son compagnon.
Entre 2005 et 2008, elle fréquente Luc Carl, un DJ et patron d'une boîte de nuit,. Gaga se remet en couple avec Luc Carl en juillet 2010 et se fiance avec lui en octobre suivant,. Cependant, ils se séparent à nouveau en mai 2011,. Elle fréquente ensuite brièvement, de novembre 2008 à février 2009, le producteur de musique Rob Fusari. Puis elle est en couple avec un entrepreneur surnommé Speedy — qu'elle a rencontré sur le tournage du clip LoveGame — de mars à juillet 2009. Elle a également une liaison avec le styliste Matthew « Dada » Williams, de septembre 2009 à janvier 2010.
En juillet 2011, elle devient la compagne de l'acteur et mannequin Taylor Kinney, qu'elle connaît depuis le tournage du clip Yoü and I. En février 2015, elle annonce leurs fiançailles, mais, le 19 juillet 2016, elle annonce qu'ils ont décidé de faire une pause dans leur relation. Elle est en couple avec l'agent d'acteurs Christian Carino en 2017 et se fiance à lui avant leur séparation en 2019. La chanteuse entretient brièvement une relation avec l'ingénieur du son Dan Horton à l'été 2019. Cette même année, lors d'une fête organisée par ses amis, Lady Gaga rencontre Michael Polansky, ingénieur et gérant d'une fondation philanthropique qui est son compagnon depuis lors.

### Santé
Au fil des années, elle révèle avoir souffert d'épisodes dépressifs dès un très jeune âge et explique que sa santé mentale s'est dégradée après avoir été violée à plusieurs reprises à l'âge de 19 ans. Elle explique être passée par des phases d'automutilation et déclare suivre un traitement médical et thérapeutique pour combattre le trouble de stress post-traumatique et la dépression dont elle a été diagnostiquée,,,,.
Elle souffre également de fibromyalgie, une maladie entraînant des douleurs chroniques dans tout le corps associées à une grande fatigue, des troubles cognitifs ainsi que des troubles du sommeil,. Dans ce contexte, elle dit utiliser la méditation transcendantale pour soulager ses douleurs.

### Autres
Lady Gaga est la marraine des deux fils d'Elton John et David Furnish.

## Influences, mode et image publique

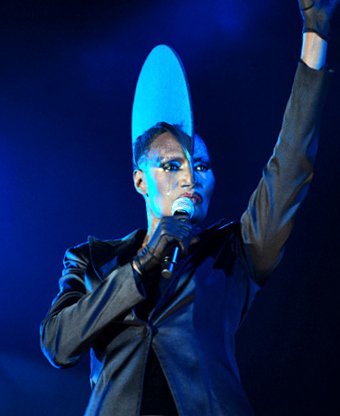
Grace Jones est une source d'inspiration pour Gaga.

Gaga a été influencée par des musiciens rock ou glam rock tels que David Bowie et Freddie Mercury, Pink Floyd, Led Zeppelin, Iron Maiden, Black Sabbath ou Bruce Springsteen ainsi que par certaines icônes pop comme Britney Spears, Grace Jones, Madonna, Cyndi Lauper, Prince, Cher, Mariah Carey, Liza Minnelli et Michael Jackson,,.
La chanson Radio Ga Ga est à l’origine de son pseudonyme, ; elle déclara à ce propos : « J’ai adoré Freddie Mercury et son groupe Queen, ils avaient appelé une de leurs chansons Radio Ga Ga. C’était un titre unique, tout comme Freddie qui était une des plus grandes personnalités pop ».
Elle cite fréquemment l'icône de la mode, actrice et chanteuse Grace Jones comme une inspiration. Madonna, qui avait rencontré Gaga pour la première fois lors des Video Music Award 2009 affirma dans une interview pour le magazine Rolling Stone qu’elle retrouvait une part d’elle en Gaga. À la suite de comparaisons entre Madonna et elle-même, Gaga déclara « Je ne veux pas paraitre modeste, mais j’ai pour but de révolutionner la pop. Selon moi, cette dernière révolution est lancée il y a 25 ans par Madonna ». Elle est également souvent comparée à la chanteuse Debbie Harry du groupe Blondie,. Dans l'édition du 2 juin 2010 d'un article du magazine musical en ligne Side-Line, elle déclare être devenue récemment fan du groupe anglais Erasure, dont elle avait rencontré le chanteur à l'occasion d'un spectacle de DJ durant l'été 2009, ainsi que de Depeche Mode. Andy Warhol est représenté à de nombreuses reprises par Gaga comme une influence importante pour elle.

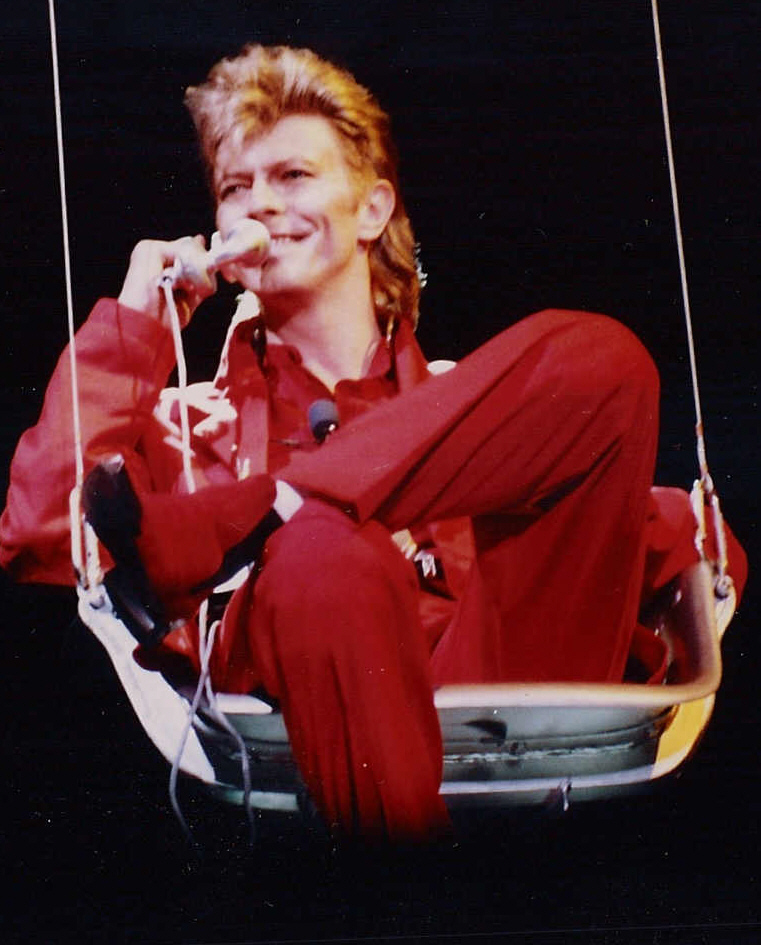
Bowie a beaucoup inspiré la chanteuse, notamment dans la période The Fame.

Gaga déclare elle-même que la mode est « tout » pour elle. Elle collabore fréquemment avec Nicola Formichetti, un temps directeur artistique de la maison de haute couture Thierry Mugler. Elle estime que dans la mode, l'italienne Donatella Versace est sa principale source d’inspiration avec le designer Jan Klod et cite également Isabella Blow. Gaga portera d'ailleurs en 2012 l'iconique robe dites that dress de Gianni Versace et sera l'image publicitaire de la marque italienne en 2014, photographiée par Mert and Marcus. L'année précédente, elle avait défilé pour Thierry Mugler. À l'été 2015 elle figure dans une publicité pour la marque Tom Ford. En 2016, elle renouvelle l'expérience des podiums mais pour une collection Marc Jacobs cette fois. La marque de montres Tudor la choisit comme ambassadrice en 2017. Elle marquera également les esprits en portant lors de la 91e cérémonie des Oscars un collier Tiffany&Co (dont elle est l'image) rendu légendaire par Audrey Hepburn lors de la sortie du classique du cinéma américain Breakfast At Tiffany's. En 2020, Valentino annonce qu'elle sera l'égérie de son parfum Viva Voce. En avril 2021, la star devient la nouvelle ambassadrice de la maison de champagne français Dom Pérignon.
Son amour pour la mode vient du fait que, comme elle le déclare, « lorsque j’écris de la musique, je pense aux vêtements que je voudrais porter sur scène ou simplement sur la rue. La mode, c’est tout ; l’art, les performances et la pop. La mode vient avec bien d’autres choses, des choses qui me permettront d’avoir de vrais bons fans. Je veux qu’ils aient envie de me manger et lécher chaque partie de moi tellement mes vêtements sont frappants ». Le Global Language Monitor nomma Gaga une des icônes modes les plus spéciales de la planète.
Elle a sa propre équipe de production appelée Haus of Gaga, bien qu'elle s’occupe personnellement des gadgets et de certaines de ses tenues. L’équipe crée beaucoup de vêtements, d’accessoires théâtraux ainsi que des perruques. La Haus of Gaga a entre autres créé les célèbres Disco Sticks que la chanteuse utilise depuis son clip LoveGame. En juillet 2019, la chanteuse qui a auparavant été l'égérie de Shiseido ou MAC annonce le lancement de sa propre marque de cosmétiques "Haus Laboratories" sur Amazon exclusivement.
Gaga surnomme ses fans les Little Monsters (« petits monstres »). Elle se fait inscrire « Little Monster » sur son bras gauche pour leur rendre hommage en janvier 2010 Elle a 23 autres tatouages dont un symbole de la paix et d'amour inspiré de John Lennon qui d’après The Guardian, était le héros de Lady Gaga, une citation du poète Rainer Maria Rilke sur le bras et un symbole d'unité entre les victimes d'agressions sexuelles sur son dos,,.
Gaga a la tessiture d'un contralto. Sa voix est comparée à celle de Gwen Stefani, tandis que la structure de sa musique est inspirée de la pop des années 1980 et de l’europop des années 1990. Concernant les paroles, la journaliste Sarah Rodman pour The Boston Globe écrit que « ses paroles nous font danser sans même nécessiter d’efforts ». Simon Reynolds affirma quant à lui que « Lady Gaga a principalement un style de chanson Electroclash, excepté quelques chansons qui ont un air des années 1980, de pop et de R&B ».
Elle est fréquemment considérée comme une icône gay,,,,,,,,,,,,.

## Philanthropie et prises de position

Lady Gaga en avril 2010, interprétant la chanson Speechless lors d'un concert bénéfice japonais nommé Gagakoh pour les personnes vivant avec le VIH.

Outre sa carrière musicale, Gaga s'est engagée dans un grand nombre d’organismes de bienfaisance (non-lucratifs, à titre personnel) tout au long de sa carrière. Les causes qu'elle soutient incluent notamment : l'accès à l'éducation, la lutte contre la pauvreté, la protection de l'enfance, l'égalité homme-femme de par le monde, l'assistance aux personnes vivant avec un handicap, l'aide à l'insertion professionnelle, les droits LGBT, la lutte contre le cancer, le soutien aux victimes de harcèlement, l'aide aux sans-abri, la préservation de l'environnement, la lutte contre les violences sexuelles, l'accès aux soins de santé et produits/services d'hygiène, le secours aux victimes de catastrophes naturelles et d'incendies, la lutte contre le sida ainsi que l'accompagnement des personnes séropositives et l'accès à l'éducation sexuelle, l'aide aux personnes souffrant d'addiction, l'accès à l'équipement de protection pour le personnel soignant, la lutte contre la précarité alimentaire, l'accès au sport, le soutien aux communautés victimes de fusillades de masse, la lutte contre le trafic d'êtres humains, le soutien aux victimes de violences conjugales et victimes d'agressions sexuelles, le combat contre la faim, l'encadrement de la possession d'armes à feu aux États-Unis, l'accompagnement aux personnes en guérison d'une dépendance à une ou plusieurs substances, l'assistance aux personnes âgées, le soutien aux écoles, l'aide à la recherche médicale, l'accès et le soutien à la culture, la lutte contre la fibromyalgie, l'aide aux victimes de maladies mentales, le soutien aux enfants de personnes incarcérées, la liberté d'expression ainsi que la liberté d'informer.
En octobre 2009, Gaga et de nombreuses autres célébrités mettent aux enchères des cartes qu'ils ont dédicacées pour lever des fonds allant à la lutte contre la maladie d'Alzheimer.
En février 2010, Gaga participe au Gala de l'AMFAR pour lever des fonds pour la lutte contre le SIDA. À la suite du tremblement de terre survenu à Haïti en 2010, elle donne un concert dont la totalité des recettes est reversée pour la reconstruction du pays. Ce concert a lieu le 24 janvier 2010. Pendant cette même journée, les bénéfices des ventes des produits dérivés sur la boutique en ligne du site officiel de Gaga ont renforcé cette action. Le montant total s'éleva à 500 000 dollars américains, soit 350 000 euros.
Gaga s'engage également à sensibiliser les jeunes aux risques du VIH. Avec la collaboration de Cyndi Lauper, elle s'est alliée à la fondation M.A.C, un fabricant de cosmétiques, qui récolta plus de 160 millions de dollars pour cette cause commune. À cet effet, elles ont lancé leur ligne de rouge à lèvres Viva Glam Gaga et Viva Glam Cindy. L'ensemble des recettes est reversé à la M.A.C en faveur des personnes infectées par le VIH. Dans un communiqué de presse, Gaga déclare : « Nous voulons que les femmes se sentent fortes, assez fortes pour se souvenir qu'il faut qu'elles se protègent. Notre but est que ce rouge à lèvres opère une sorte de rappel. Lorsque votre homme sera nu dans le lit et que vous irez dans la salle de bain, mettez votre rouge à lèvres et emportez un préservatif. Il ne devrait pas y avoir d’exceptions… » Dans une interview donnée au magazine Marie Claire, Gaga affirme qu’« elle n’avait pas rejoint la campagne de solidarité seulement pour créer un rouge à lèvres, mais bien pour aider les gens ». En janvier 2010, la chanteuse fait à Las Vegas la promotion du casque audio new Monster RED Special Edition de la marque Beats dont 5 dollars sur chaque vente sont reversés pour soutenir les programmes luttant contre le sida en Afrique qui fournissent tests, conseils, traitements et d'autres services pour les malades du sida.
Pour continuer à promouvoir le sexe protégé, la star dessine et fait la promotion d'une ligne de préservatifs pour la marque Proper Attire. L'intégralité des bénéfices ira au planning familial américain.
En mai 2010, la chanteuse participe à un concert caritatif visant à récupérer des fonds pour lutter contre la déforestation aux côtés de Sting, Bruce Springsteen ou encore Elton John. En juin 2010, Gaga chante au White Tie & Tiara Ball qui est un gala visant à lever des fonds pour l'association de lutte contre le SIDA, Elton John AIDS Foundation. La même année, Gaga met aux enchères 4 Tickets VIP/ Pass Meet & Greet pour ses concerts afin de lever des fonds pour The Young Storytellers Foundation qui enseigne gratuitement l'écriture, la littérature et la confiance en soi dans les écoles des quartiers défavorisés de Los Angeles.
Gaga offre des places VIP Premium pour ses concerts à ses fans ayant donné de leur temps pour des associations venant en aide à la jeunesse SDF. Ce geste génère 30 000 heures de service public volontaire au sein de centaines d'associations à travers les États-Unis. Pour chaque date de son Monster Ball Tour, Gaga donne 20 000 dollars à des associations venant en aide aux personnes LGBT sans domicile fixe. Gaga participe à une vidéo dans laquelle elle encourage ses fans à donner à la campagne de soutien à la jeunesse SDF de Virgin Mobile intitulée RE*Generation. La chanteuse s'engage à égaliser les donations faites à cette campagne jusqu'à un montant de 25 000 dollars.
Gaga met aux enchères un piano Steinway signé par elle au profit de Ten O'Clock Classic. Cet organisme caritatif donne bénévolement des leçons de musique hebdomadaires et des instruments de musique à l'école primaire de New York City ainsi que des spectacles et des cours gratuits dans les écoles à travers les États-Unis. Elle met aussi aux enchères des tickets VIP pour l'association Project ETHE.
En novembre 2010, Gaga visite l'hôpital Royal Children en Australie afin de réaliser le souhait d'une enfant qui l'avait demandée à l'association à l'association Starlight. Le même mois, Gaga se retire des réseaux sociaux afin de motiver ses fans à lever un million de dollars pour financer des traitements contre les effets du SIDA pour des personnes n'y ayant pas accès en Afrique et en Inde.
À la suite du séisme de mars 2011 au Japon, Gaga se mobilise pour les sinistrés en confectionnant le design et la phrase « We Pray for Japan » (nous prions pour le Japon) sur des bracelets en plastique rouge et blanc, les couleurs du drapeau du Japon, à commander par Internet. Gaga a annoncé fin mars via Twitter que ces bracelets ont rapporté près de 1,5 million de dollars (environ 1,03 million d'euros) au pays. En juin 2011, les différentes actions de Gaga pour aider les victimes du séisme ont rapporté trois millions de dollars à la cause.

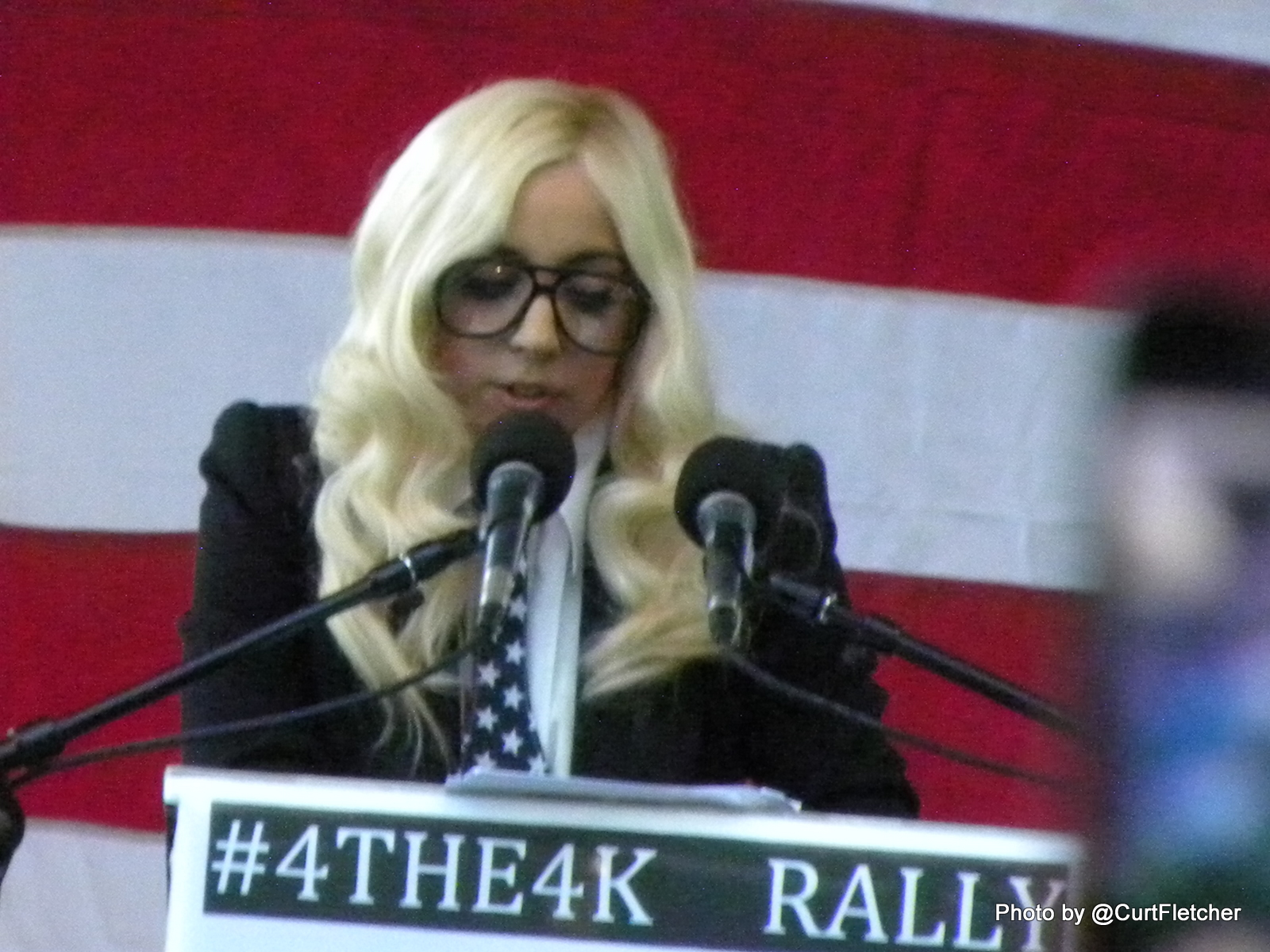
Lady Gaga donnant un discours pour l'abrogation de la loi Don't ask, don't tell en septembre 2010.

En avril 2011, Gaga donne 1 million de dollars à cinq associations luttant contre la pauvreté et venant en aide aux sans-abri. En mai 2011, Gaga donne un spectacle à un Gala organisé par l'association Robin Hood qui assiste enfants et adultes vivant avec un handicap. Ce même mois, Gaga s'oppose publiquement à la réforme de l'immigration votée en Arizona et déclare avoir écrit sa chanson Americano en protestation contre cette loi. Toujours en mai 2011, la star donne une partie des bénéfices de la version country de son tube Born this Way à l'association GLSEN qui combat le harcèlement scolaire des jeunes LGBT.
En mars 2011, Gaga donne 1,5 million de dollars à la branche japonaise de l'organisme de défense des droits des enfants Save the children. En juin 2011, Gaga participe aux MTV Video Music Aid Japan dont les bénéfices sont donnés à la Croix Rouge Japonaise.
En 2012, Gaga donne 1 million de dollars à la Croix Rouge de New York pour les victimes de l'ouragan Sandy.
Gaga est une personnalité soutenant très activement les droits LGBT partout dans le monde,,. S'étant engagée aux États-Unis à faire évoluer la législation locale, elle a à plusieurs reprises fait campagne pour orienter la politique de Barack Obama ou de Donald Trump à ce sujet. Elle soutient le mariage homosexuel et l'homo-parentalité et publiera notamment une vidéo incitant les habitants de 4 états américains proposant l'instauration du mariage homosexuel via référendums à voter pour,. Elle a également pris publiquement position pour l'abrogation de la loi Don't ask, don't tell avec un discours public, une vidéo incitant les citoyens américains à contacter leur sénateur local au sujet de la possible abrogation de la loi et en amenant avec elle des soldats renvoyés de l'armée à cause de la loi sur le tapis des VMA en 2010 pour sensibiliser l'opinion à la cause,. En 2011, elle a rencontré Obama pour discuter des moyens de combattre le harcèlement, notamment homophobe, à l'école. Elle annulera son accord pour vendre une version inédite de son album Born This Way avec la chaîne de supermarchés Target qui a soutenu publiquement des groupes opposés au droit des homosexuel(e)s. La chanteuse proposera à l'enseigne de revenir à l'accord originel en échange de donations de l'entreprise à des associations LGBT mais l'enseigne refusant, Gaga abandonne définitivement tout projet de collaboration. Elle participe en mai 2011 à l'opération It Gets Better qui soutient les jeunes LGBT. Elle visite en 2016 l'association Ali Forney Center (en) qui vient en aide aux jeunes LGBT à la rue et apporte des cadeaux à des jeunes aidés par l'association. Elle s'opposera publiquement à l'exclusion des personnes trans de l'armée décidée par Donald Trump en 2018. La même année, l'administration Trump songe à supprimer la reconnaissance fédérale des personnes trans et Gaga critique publiquement le projet à plusieurs reprises. En 2025, Lady Gaga apporte son soutien aux personnes transgenres lors des Grammy Awards face aux décrets présidentiels LGBTphobes émis par Donald Trump alors investi pour la seconde fois à la présidence des États-Unis. Elle est par ailleurs considérée comme une « icône gay ».
En mars 2012, Gaga lance son association Born This Way Foundation avec sa mère afin d'aider les jeunes victimes de harcèlement et de lutter contre le mal-être et la dépression qui touchent certains adolescents. L'association met à la disposition des professionnels de la santé mentale gratuitement lors des déplacements de son Born Brave Bus. En deux ans, le bus voit passer plus de 150 000 visiteurs. L'organisme offre également des formations en premiers soins pour la santé mentale à travers les États-Unis,.
En août 2012, Gaga et d'autres personnalités rejoignent l'initiative de Yoko Ono et Sean Lennon Artist Against Fracking s'opposant à la très controversée technique de la fracturation hydraulique. En septembre 2012, Gaga aide à nouveau l'association The Young Storytellers. Elle lance en effet un concours permettant de la rencontrer avec la particularité que les participants doivent faire un don à l'association pour y être inscrits. En octobre 2012, Gaga gagne le Lennon Ono Grant for Peace Award qui s'accompagne d'une bourse. La chanteuse choisie de la reverser à la fondation Elton John afin d'aider les « orphelins ou aux jeunes défavorisés aux États-Unis nés avec le virus du sida ou avec le sida ».
En novembre et décembre 2012, Gaga fait deux voyages humanitaires en tant qu'ambassadrice pour l'Unicef au Pérou puis en Afrique Du Sud,. Lors de son voyage au Pérou, la chanteuse passe Thanksgiving auprès de 45 jeunes filles victimes d'abus sexuels et leur donne de la nourriture au centre liménien de l'association Caritas Felices qui lutte contre la pauvreté. La même année, Gaga se déclare en faveur de l'avortement et pour la légalisation du cannabis,.

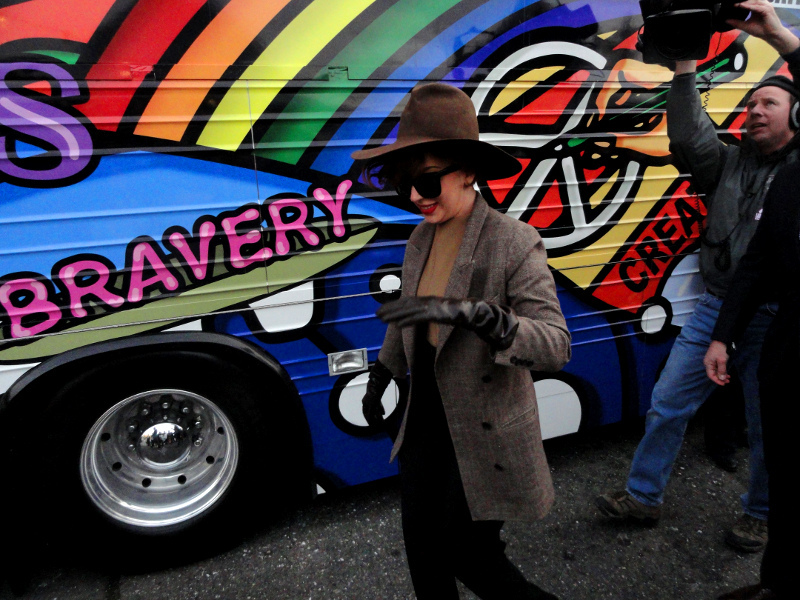
Lady Gaga devant le Born Brave Bus, de sa fondation à Tacoma en 2013.

En janvier 2013, elle participe à un repas de charité organisé par l'équipe de Basket Chicago Bulls au profit d'associations d'aide à l'éducation, à la santé et bien-être de la jeunesse, à la lutte contre la violence et de soutien aux militaires et primo-intervenants. En août 2013, Gaga participe au concert Hands for marriage equality en faveur de la légalisation du marriage homosexuel à Atlantic City. En octobre 2013, Gaga participe à une vidéo réalisée dans le cadre d'une levée de fonds pour un musée de Hudson. Cette même année, Gaga met aux enchères des tickets pour ses shows afin de récolter de l'argent pour l'association d'aide à l'enfance Children United USA et l'association SportsSpectacular qui finance la recherche contre le diabète, des planifications de soins de santé pour éviter ou minimiser le risque de maladie chez l'enfant ainsi que la recherche pour le développement de méthodes de soins de traumatologie d'avant-garde.
En janvier 2014, Gaga met aux enchères 2 tickets VIP pour ses concerts, ainsi qu'une rencontre avec elle, sur le site spécialisé en enchères caritatives Charitybuzz. Cette action est faite au profit des victimes de la fusillade de masse de l'école primaire de Sandy Hook, seconde plus grande tuerie de masse commise par une personne seule de l'histoire des États-Unis. Elle renouvelle l'expérience cette fois-ci pour aider l'association Arms around children qui fournit des foyers sûrs pour les enfants orphelins vulnérables et risquant d'être exploités, infectés ou affectés par le Sida, sauvés du trafic d'êtres humains, ayant subis des abus ou vivant sans adultes en Inde, au Ghana et en Afrique du Sud. En mai 2014, Gaga visite l'hôpital Gilette children's Hospital de la ville de Saint Paul dans le cadre de la campagne No Pity Visit visant sensibiliser à la cause des enfants handicapés. En juillet 2014, Gaga rejoint la campagne 44Save Our Water44 (« Sauvez notre eau ») pour lutter contre la sècheresse avancée qui touche l'état de Californie. En décembre 2014, Gaga met aux enchères des objets pour soutenir l'association MusiCares qui soutient les musiciens en difficulté en proposant des aides financières d'urgence, des programmes de rétablissement pour personnes souffrant d'addiction et une aide sociale.
En mars 2015, Gaga participe au Polar Plunge afin de récolter de l'argent pour l'organisation sportive Special Olympics qui vise à former au sport des enfants et adultes ayant une déficience intellectuelle ainsi qu'à organiser des compétitions sportives pour ceux-ci. Elle participe de nouveau au Polar Plunge for the Special Olympics l'année suivante,. Ce même mois, elle participe à l'opération One smile qui vise à lever des fonds pour les enfants nés avec une malformation dans les pays en voie de développement où l'accès à une chirurgie réparatrice est limité et effectue une donation personnelle. Elle reconduira une nouvelle fois l'expérience l'année suivante. En juillet 2015, Gaga achète pour 295 000 dollars de biens à une vente aux enchères caritative organisée pour assister les victimes du tremblement de terre au Népal. Ce même mois, Gaga donne avec Tony Benett un gala dont les bénéfices partent à l'association WellChild (en) qui soutient les enfants malades et leurs familles à travers le Royaume-Uni. En août 2015, Gaga et une trentaine de politiciens, célébrités, militants et patrons signent une lettre ouverte pour sensibiliser aux droits des femmes dans le monde. En octobre 2015, Gaga participe au Gala de l'Amfarde Los Angeles visant à lever des fonds pour la recherche contre le SIDA.
En janvier 2016, Gaga coécrit et interprète une chanson sur les agressions sexuelles pour le documentaire The Hunting Ground (en) abordant les violences sexuelles sur les campus américains. Elle sensibilisera également à la question lors d'une discussion publique après la projection du film. Cette intervention sera également publiée sur internet. En février 2016, Gaga participe pour la deuxième fois aux enchères de la GRAMMY Fondation en y dédicaçant des articles vendus afin d'aider l'organisme MusiCares. En mars 2016, Gaga publie une série d'affiches sur ses réseaux sociaux afin de sensibiliser le public aux agressions sexuelles sur les lieux de travail. Ce même mois, Gaga participe à la campagne World Water Day qui vise à alerter le monde sur les risques de pénuries d'eau futures. En avril 2016, Gaga participe au lancement et à la levée de fonds du Parker institute for cancer immunotherapy visant à soutenir la recherche contre le cancer créant 6 centres de recherche oncologique. En juin 2016, Gaga et le Dalai Lama font la promotion de l'initiative City of Kindness visant à encourager les maires à s'engager à mettre en place des « projets de compassion » tels que des programmes d'encadrements professionnels des jeunes, de soutien aux sans-abris, d'embellissement et de nettoyage des collectivités, de soutien aux personnes dépendantes, d'aide aux seniors ainsi que de multiples autres formes de volontariat visant l'entraide entre citoyens et l'intérêt public,. En août 2016, Gaga rejoint le vice-président des États-Unis Joe Biden dans son tour des facultés américaines pour la campagne It's on Us. L'initiative vise à briser le tabou des agressions sexuelles sur les campus étudiants ainsi qu'à informer les étudiants des ressources existantes pour toute victime d'agression sexuelle. Lors de l'élection présidentielle américaine de 2016, Gaga soutient la candidate Hillary Clinton qui échoue face à Donald Trump. La chanteuse, qui déclare « ne rien avoir à dire sur lui », est connue pour ne pas apprécier le politicien. Elle manifesta et milita donc plusieurs heures après la victoire de Trump. Le 23 juin 2016, Gaga et d'autres célébrités signent une lettre ouverte publiée dans Billboard demandant au Congrès Américain d'exiger des vérifications d'antécédents pour tout achat d'armes et d'interdire à quiconque sur la « liste de surveillance des terroristes » d'acheter une arme. Le 29 juin, Gaga participe à une vidéo de l'organisme Human Rights Campaign faite en réaction à la fusillade dans le club gay Pulse dans la ville d'Orlando. La vidéo vise à inciter les citoyens américains à demander à leurs représentants politiques une législation plus stricte sur la prévention de la violence par armes à feu ainsi que sur la protection des personnes LGBT contre les attaques discriminatoires à leur égard. En juillet 2016, Gaga apporte son soutien à Black Lives Matter, mouvement militant luttant contre les discriminations raciales.
En février 2017, Gaga propose à nouveau des articles dédicacés lors des enchères caritatives annuelles de la Geammy Foundation au profit de l'association MusiCares. En août 2017, Gaga fait une donation financière pour le secours des victimes des inondations en Louisiane. En avril 2017, Gaga signe une guitare mise aux enchères afin de récolter des fonds pour le planning familial américain. En mai 2017, Gaga apporte publiquement son soutien au lanceur d'alerte Julian Assange en participant à un film prenant sa défense. On y voit notamment la rencontre entre l'homme assigné à résidence et la chanteuse qui lui a rendu visite. En juin 2017, Gaga lance une collecte de fonds pour aider les écoles à payer leurs fournitures. En juin 2017, Gaga collabore avec la chaîne de cafés Starbucks afin de lancer les Cup of kindness. Cette collection de boissons vise à récolter des fonds pour l'accompagnement des personnes souffrant de problèmes de santé mentale.

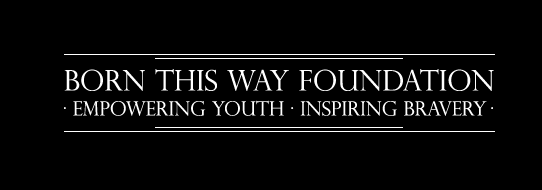
Logo de la fondation de Lady Gaga.

En octobre 2017, elle critique publiquement le manque d'action du monde politique pour contrer la violence par armes à feux. À l'automne 2017, Gaga utilise fréquemment sa célébrité pour sensibiliser le grand public aux causes et aux conséquences de la Fibromyalgie,,.
Lady Gaga donne 1 million de dollars pour soutenir les victimes des ouragans qui ont frappé les États-Unis et les Caraïbes. Elle participe par la suite à un concert caritatif pour la cause. En décembre 2017, l'association de la chanteuse, Born this Way Foundation, verse toutes ses donations reçues du 19 décembre jusqu'au 19 janvier suivant à une trentaine d'associations locales soutenant les jeunes issus de famille d'accueil, la communauté LGBT, les enfants de personnes incarcérés ou en donnant 5 jours par semaine des repas à l'école à des jeunes issues de familles populaires à prix très réduits, entre autres.
En mai 2018, Gaga décide d'étendre sa fondation en faisant déposer le titre Channel Kindness. Cette nouvelle branche de l'association vise à fournir de la nourriture et des meubles aux personnes dans le besoin et à leurs enfants, des services de garde pour les enfants de mères adolescentes, des hébergements temporaires pour celles-ci et leurs enfants, des repas aux personnes démunis qui sortent de l’hôpital, donner une aide financière aux individus et aux associations locales qui font preuve de compassion dans leurs initiatives, des services et activités pour personnes dans le besoin ainsi qu'à aider et à organiser des levées de fonds pour encourager des compétitions sportives inter-universitaires entre autres. Ce même mois, Gaga prend une nouvelle fois part aux enchères de la GRAMMY fondation et afin d'aider Girls Rock Camp Alliance cette fois. L'organisme propose à travers le monde des camps d'été ainsi que des programmes d'éducation pour permettre à des jeunes filles d'apprendre à jouer d'un instrument, à composer et à se produire en spectacle.
En juin 2018, elle participe à une levée de fonds pour l'association Children Mending Heart qui lutte contre le harcèlement scolaire. En octobre 2018, Gaga participe à la manifestation March For Our Lives pour demander plus d'encadrement pour la possession d'armes à feu aux États-Unis. En novembre 2018, Gaga fait une donation financière à la Croix Rouge après les violents incendies ayant touché la Californie et se rend dans plusieurs refuges avec de la nourriture afin de réconforter les victimes évacuées de leurs maisons. Elle encourage ses fans à faire de même en faisant un don ou en faisant du bénévolat. La chanteuse critique publiquement le manque d'action de l'administration Trump face aux ravages causés par les incendies. Afin d'inciter aux dons pour aider les victimes, la fondation de Gaga annonce le 13 novembre que pour chaque donation de particuliers faite à une de ses associations partenaires, la fondation reversera une donation d'un montant égal à ce partenaire. Intitulé MultiplyYourGood Challenge, la campagne motive ses éventuels participants en proposant un tirage au sort pour assister à un spectacle de Gaga à Las Vegas pour quiconque participe au défi et en fait la promotion sur les réseaux sociaux afin d'encourager d'autres donations. Ce même mois, Gaga collabore avec Bono et l'organisme RED afin de récolter de l'argent pour la lutte contre le SIDA. Une loterie où chaque bon est donné contre une donation à RED est organisée par l'association et les deux artistes créent une chanson spécifiquement pour le gagnant en lui dédicaçant le livret originel contenant les paroles. En décembre 2018, Gaga crée des stickers en collaboration avec Swarovski visant à lever des fonds pour l'Education Foundation du British Fashion Council. Les bénéfices servent à soutenir financièrement les étudiants en mode. En mai 2019, Gaga participe pour la quatrième fois au bal annuel du Metropolitan Museum of Art qui a pour but de lever des fonds pour le Costume Institute du musée. En juin 2019, Gaga autorise l'utilisation de plusieurs chansons qu'elle a coécrit et interprété pour le film A star Is Born dans le cadre d'un spectacle A Star is Born This Way dont une part des bénéfices est reversée à la Born This way foundation. En août 2019, Gaga annonce qu'elle va financer des projets scolaires dans 162 classes de villes ayant subi des tueries de masses entre le Texas, la Californie et l'Ohio via sa fondation Born This Way Foundation. En septembre 2019, l'actrice Indya Moore révèle que Gaga à, en 2013, fait « une très généreuse donation » à l'agence de foyer d'accueil qui l'accueillait alors elle ainsi que d'autres mineurs orphelins. Le 1er février 2020, la fondation de la chanteuse collabore avec l'entreprise AT&T TV qui lui reverse 250 000 dollars en échange du concert donné par la star pour le festival de la marque à l'occasion du Super Bowl.
En avril 2020, Gaga fait une donation au fond Americas Food Fund afin de distribuer des repas à la suite des difficultés économiques engendrées par la pandémie de Covid-19. Hauslab, la marque de cosmétiques de la star, donne pour l'occasion 20 % de ses revenus perçus sur une semaine dans le but de soutenir des banques alimentaires de New York et Los Angeles à la suite de l'insécurité alimentaire créée par la fermeture des écoles. Elle donne, par la suite, 10 millions de dollars afin de soutenir le personnel soignant italien. La chanteuse collabore également avec l'organisme humanitaire Global Citizen afin de lever des fonds et contacte personnellement 70 dirigeants d'entreprises et philanthropes obtenant ainsi 35 millions de dollars pour équiper le personnel soignant, améliorer la rapidité des tests, aider à la recherche d'un vaccin et de traitements ainsi que pour lutter contre les conséquences économiques du virus. Par la suite, elle organise avec l'organisme le concert Together at Home en soutien aux professionnels de santé qui comporte des performances ou messages de nombreuses personnalités telles que Elton John, Lizzo, Chris Martin, J Balvin, Paul McCartney, Maluma, Billie Eilish, John Legend, The Rolling Stones, Beyoncé, David Beckham, Sam Smith, Céline Dion, Oprah Winfrey, Christine and the Queens, Andrea Bocelli, Jennifer Lopez, Michelle Obama, Stevie Wonder ainsi qu'elle même,,,. Ce concert de plus de huit heures est retransmis en direct sur la plateforme Youtube. À la suite du spectacle, les fonds totaux récoltés par la campagne de Gaga et Global Citizen s'élèvent à 127 millions de dollars. Ce même mois, Gaga annonce que pour sa future tournée The chromatica ball, sur chaque ticket vendu un euro ou dollar sera versé à sa fondation,.
Du 29 au 31 mai 2020, Lady Gaga s'engage à reverser 1 dollar à l'association World Central Kitchen qui offre des repas aux plus démunis pour chaque commande passée sur le site Postmates. Ce 31 mai toujours, Gaga dénonce une nouvelle fois les violences policières et le racisme systémique qui sévissent aux États-Unis ainsi que l'action politique de Donald Trump concernant ces sujets. Le 5 juin, elle fait des donations à plusieurs associations agissant contre ces fléaux puis laissent ces mêmes organismes s'adresser à ses millions de fans via ses comptes sur les réseaux sociaux.
Le 25 juin 2020, Gaga participe à une levée de fonds pour le Marsha P Johnson Institute qui défend les droits des personnes trans noires. Le 30 juin 2020, Gaga signe la tribune de NIVA en faveur du soutien aux salles de spectacles indépendantes durant la pandémie de Covid-19 demandant au Congrès de débloquer des fonds pour les soutenir.
Il est annoncé que la fondation de la chanteuse recevra désormais 1 dollar sur chaque transaction effectuée au profit de sa marque de cosmétiques. Le 2 novembre 2020, Gaga participe à une réunion politique dans le cadre de la campagne présidentielle de Joe Biden où elle dénonce les propos de son opposant politique Donald Trump sur les femmes.
En janvier 2021, après l'élection de Joe Biden à la présidence des États-Unis, Gaga, qui avait activement soutenu le candidat démocrate, est choisie par ce dernier pour chanter l'hymne national américain sur les marches du Capitole lors de la cérémonie d'investiture le 20 janvier. En avril 2021, la chanteuse enregistre une vidéo réclamant plus de moyens pour l'accompagnement psychologique des personnes vivant avec le VIH, la vidéo est diffusée lors de la pré-soirée des Oscar d'Elton John. Ce même mois, l'artiste sort avec la marque de champagne Dom Pérignon une série limité de sculptures qu'elle à peintes et signées dont les bénéfices vont intégralement à la Born This Way Foundation.
En mai 2021, Gaga participe au documentaire The Me You Can't See visant à sensibiliser le grand public aux problèmes de santé mentale.
En mars 2022, la fondation de la chanteuse donne des cours en ligne afin d'aider les jeunes et les personnes en contacts avec eux à prendre soin de leur santé mentale et à détecter les symptômes, en plus de savoir mieux soutenir les souffrants. En avril 2022, la fondation de Gaga collabore avec la marque Crunchy Rolls pour créer une collection de vêtements afin d'utiliser les bénéfices pour sa fondation. En juillet 2022, la chanteuse lance une ligne de lunettes en collaboration avec Pair eyewear dont 20% des bénéfices reviennent à sa fondation. En août 2022, la fondation commence à distribuer des dons à 22 associations de soutien à la jeunesse via son fonds Kindness in community qui délivre au total 1 million de dollars de donations.
En août 2024, on apprend que la fondation de la chanteuse à contribué à offrir plus de 10 000 repas sur l'année 2023 ainsi que des cours de musique et des sessions d'enregistrement gratuits pour de jeunes musiciens. Au total cette année là, 65 associations se sont partagées 3 millions de dollars de dons de la Born This Way Foundation, notamment des associations de soutien à la jeunesse, aux sans-abris et aux personnes LGBT+.

## Récompenses, hommages et impact
Lady Gaga reçoit au total plus de cinq cents récompenses, et est nommée plus de 750 fois. La chanteuse reçoit treize Grammy Awards, équivalent américain des victoires de la musique, durant sa carrière. Elle est la seule chanteuse à avoir quatre titres vendus à plus de dix millions d'exemplaires chacun avec Shallow, Poker Face, Just Dance et Bad Romance.Respectivement en mai 2014 puis en décembre 2015, elle obtient le RIAA Digital Diamond Awards pour chacun de ses tubes Poker Face et Bad Romance les deux titres faisant partie des rares chansons ayant dépassé les dix millions de ventes aux États-Unis. Elle est d'ailleurs la première artiste féminine à recevoir ce prix,. Elle est également la première artiste à franchir la barre du milliard de vues sur YouTube et est aussi la personne la plus recherchée sur le web entre 2010 et 2011. Elle figure à la deuxième place du classement Forbes des « célébrités les plus puissantes de 2013 » derrière Oprah Winfrey, et a été l'artiste avec le plus d'albums ayant atteint la première place des charts américains de la décennie 2010. Elle arrive en tête du classement Forbes 2013 des musiciens les plus influents devant Beyoncé, Madonna et Bon Jovi.
Lady Gaga est l'artiste ayant reçu le plus de nominations en une édition aux VMA Awards qui est la plus grande cérémonie récompensant les meilleurs clips de l'année. Elle obtient ce record en récoltant 13 nominations pour la cérémonie de 2010 ou elle devient aussi l'artiste la plus récompensée en une édition avec 8 victoires ce soir là. Le clip de Bad Romance sera élu « Meilleure vidéo du XXIe siècle » par le magazine musical et véritable institution dans l'industrie musicale, Bilboard. La chanteuse voit en octobre sa chanson Poker Face devenir la plus téléchargée de l'histoire au Royaume-Uni tandis que son titre Just dance est lui troisième du classement.
En octobre 2010, a eu lieu la première exposition au monde consacrée à Gaga, « Gaga à Gogo », par Alexandra Boucherifi,, à la Galerie Chappe, à Paris,. En novembre de cette même année, la chanteuse rentre dans le Livre Guinness des records en tant qu'artiste ayant passé le plus grand nombre de semaines au sein des charts britanniques : elle bat le record détenu par le groupe anglais Oasis.
En 2011, Gaga reçoit le Fashion Icon award de la part du Council of Fashion Designers of America (Conseil des Créateurs de Mode Américains).
En 2013, Gaga gagne deux prix pour son parfum Fame : « Meilleur Flagrance pour femmes » aux Swedish Beauty & Cosmetics Awards et Choix du public aux Canadian Fragrance Awards. La même année, l'album The Fame de la chanteuse est classé parmi les « meilleurs premiers albums de tous les temps » par le magazine Rolling Stone.
En 2012, elle est l'objet d'une exposition temporaire, The Elevated. From the Pharaoh to Lady Gaga, qui marque les 150 ans du musée national de Varsovie.
En 2015, elle remporte l'Icon award au Songwriters Hall of Fame, prestigieuse institution qui honore les auteurs et compositeurs musicaux. En janvier 2016, elle a reçu un Golden Globes Award de la « meilleure actrice dans une mini-série » pour sa prestation dans American Horror Story : Hotel. En mars 2016, Gaga est nommée « Éditeur de l'année » aux Fashion Los Angeles Awards pour son travail pour le magazine V.
En 2018 et 2019, la prestation de Gaga dans A Star Is Born lui rapporte successivement les prix de « Meilleure actrice » aux Critics' Choice Movie Awards puis de la part du National Board of Review, du Dublin Film Critics' Circle ainsi que du Phoenix Film Critics Society. Elle est également nommée dans la même catégorie aux Oscars, aux Golden Globes et aux Satellite Awards,,,,,,,. Le titre Shallow tiré du film remporte le prix de la Meilleure Chanson aux Golden Globes 2019 ainsi qu'aux Critics' Choice Movie Awards, et lors de la 91e cérémonie des Oscars avant d'être élue chanson de la décennie aux GoldDerby Awards.
Une espèce de fougères américaines a été nommée Gaga en hommage à la chanteuse, ardente défenseure de l'égalité et de l'expression individuelle selon Kathleen Pryer, professeur de biologie à l'Université Duke et directrice du Duke Herbarium, qui souligne la ressemblance d'un costume de scène Armani en forme de cœur porté par Lady Gaga, avec le gamétophyte d'une fougère. De plus la présence de la séquence GAGA dans l'ADN de cette nouvelle espèce de fougères le distingue de tous les autres. Une des espèces de ce genre, découverte au Costa Rica, a été nommée Gaga Germanotta en hommage à la famille de l'artiste. Une espèce de sauterelle découverte au Nicaragua, la Kaikaia Gaga, a également été nommée après la chanteuse.
Lady Gaga est fréquemment considérée comme une artiste ayant changé la culture populaire, la musique pop ainsi que la mode, en plus d'avoir influencée la perception des personnes LGBT par le grand public,,,,,,,,,,,,,,,.
Elle est aussi reconnue à fois comme une des artistes ayant contribué à populariser la musique Synthpop à la fin des années 2000 et au début des années 2010 alors que ces morceaux n'étaient initialement joués qu'en boîte de nuit et très rarement représentés dans les médias grand public,. Elle arrive en tête des personnes les plus influentes de l'année 2010 dans la catégorie artiste du magazine Times puis est élue « artiste la plus influente » de l'année 2011 par Forbes,. La même année, elle est classée septième dans la liste des femmes les plus puissantes du monde selon Forbes. Son influence continue par la suite d'être reconnue par de nombreux observateurs médiatiques,,,.
Son travail a influencé des artistes comme Miley Cyrus, Cardi B, Nicki Minaj, Dua Lipa, Ava Max, Ellie Goulding, Halsey, Doja Cat, Justin Timberlake, Rina Sawayama, Nick Jonas, Beyoncé, Sam Smith, Jon Batiste, Kanye West, Noah Cyrus, SZA, Jennifer Lopez, Kesha, Katherine Langford, MGMT, Rachel Zegler.
En 2023, elle est nommée coprésidente du Comité pour les arts et les sciences humaines, une commission consultative dont le rôle est de conseiller les politiques culturelles de la Maison-Blanche.

## Little Monsters
« Little Monsters » (litt. : « Petits monstres ») est le surnom donné à ses fans, datant de 2009. L'artiste les a appelés de cette façon en lien avec son deuxième album The Fame Monster. Elle commence à appeler ses fans ainsi un peu après le premier single de l'album, Bad Romance, la chanson Monster disponible sur l'album n'ayant aucun lien avec l'appellation. Il est dit que les fans serait appelés ainsi parce qu'ils dansaient la chorégraphie de Bad Romance en faisait les mouvements des monstres.
En janvier 2010, elle fit un tatouage sur son bras droit, celui avec lequel elle tient son micro, portant l'inscription "Little Monsters", leur rendant hommage.
À la fin de 2011, Lady Gaga crée un réseau social à l'intention de ses fans, littlemonsters.com. Il est d'abord accessible en version privée sur invitation, jusqu'en juillet 2012. Il permet aux Little Monsters d'échanger entre eux, notamment des photos ou des infos sur Gaga. La chanteuse y publie également des vidéos nommées « Monstervision ».
Pour sa troisième tournée mondiale, le Born This Way Ball, la chanteuse fait installer le « Monster Pit » (en français « Fosse monstrueuse/aux monstres ») pour les fans arrivés les premiers devant la salle ou le stade et qui seront habillés pour le « ball » (bal en français) ou concert. Ce concept a été, par la suite, à nouveau repris en tournée par la chanteuse.

## Polémiques et censure des médias
En 2009, le clip de LoveGame est censuré à la télévision australienne pour ses « fréquentes références sexuelles, verbales et visuelles. ». En 2010, l'émission American Idol censure partiellement sa prestation du titre Alejandro celle-ci étant jugée trop sensuelle pour ses téléspectateurs. À l'été 2010, la chanteuse porte une robe faite de viande aux VMA Awards qui fera beaucoup réagir de par le monde, notamment les associations de défense des animaux. La chanteuse expliqua le soir même dans l'émission The Ellen DeGeneres Show que le concept est de montrer au public que chacun finira traité comme « un morceau de viande » s'il ne se bat pas pour ses droits. La star était venue ce soir-là accompagnée de militaires américains victimes de la loi « Don't ask, don't tell » sur le tapis rouge des VMA awards pour les soutenir dans leur quête de droits nouveaux, donnant tous son sens à la métaphore représentée par cette robe.
La même année, le clip de son morceau Alejandro sera jugé comme blasphématoire par certains et relégué à la tranche horaire d'après-minuit sur une des chaînes du groupe MTV pour l'association d'imagerie érotique, religieuse, SM et nazi qu'il contient. Les choix du contenu de ce clip seront expliqués aux journalistes comme des métaphores par son directeur Steven Klein,. L'usage du vocabulaire et de l'iconographie religieuse dans certains des clips et des chansons (sur l'album Born This Way notamment) de la star fera scandale à de nombreuses reprises. Lady Gaga réagira en expliquant le caractère allégorique de ses textes et vidéos.
Les stations de radios malaisiennes censurent partiellement la chanson Born This Way pour ses paroles : « qu'importe gay, hétéro ou bi, lesbienne, vie transgenre je suis sur la bonne voie ».
En 2011, le morceau Judas fait scandale car il contient les paroles « Je suis amoureuse de Judas » et sort à la période de Pâques. Il sera condamné publiquement par Bill Donahue, le président de la Ligue Catholique américaine. Pour certains, la chanson est au contraire perçue un message d'amour pour Dieu.
En mai 2011, la chaîne de télévision Fox censure les chaussures de l'artiste car celles-ci représentent des pénis en érection.
Cette même année, Gaga voit plusieurs de ses titres censurés sur les sites de musique en ligne chinois car le gouvernement déclare considérer que ces titres « portent préjudice à la sécurité de la culture d'État ».
En avril 2012, un tweet qui se veut ironique de la star sur l'aspect restrictif du régime alimentaire qu'elle suit fera scandale. Perçu comme faisant l'apologie de l'anorexie par nombre de personnes, il recevra de nombreuses critiques d'internautes ainsi que la désapprobation de l'association américaine nationale des troubles alimentaires, la National Eating Disorders Association.
En mai 2012, Gaga se voit refuser par la police nationale indonésienne l'autorisation de se produire en concert à Jakarta bien que tous les tickets du spectacle se soient déjà tous arrachés. Le ministre de l'Intérieur Gamawan Fauzi salue par la suite cette décision. Le Conseil des oulémas, la plus haute instance religieuse islamique en Indonésie, avait précédemment déposé une plainte contre la venue de la chanteuse dans le pays en recommandant de ne pas accepter sa venue. Le Front des défenseurs de l'islam (FPI), connu pour ses raids violents, avait juré de réunir « trente mille » manifestants à Jakarta pour empêcher la chanteuse de « répandre sa foi satanique ». Le président du FPI, Habib Salim Alatas, la qualifie alors auprès de l'AFP de « destructrice de la foi » ajoutant « Repens-toi Lady Gaga. Repens-toi. Tu devrais porter une abaya (robe ample) et un voile et arrêter de chanter des chansons toxiques ». Une manifestation impliquant plusieurs centaines de chrétiens conservateurs de Corée pour faire annuler le concert de la star à Séoul avait auparavant eu lieu en vain. Le concert de Séoul sera cependant interdit aux moins de 18 ans.
Aux Philippines, des centaines de militants du groupe chrétien BibleMode Youth manifestent pour demander l'annulation du concert de la star à Manille.
D'autres organisations philippines demandent l'annulation du concert comme The Intercessors for the Philippines, the Philippines for Jesus Movement, the Philippine Council of Evangelical Churches, Bible Mode Baptist Group, NFS Ministry, Metro Manila for Jesus Movement et Tribes and Nations Outreach. Le Représentant de Manille Benny Abante, qui est aussi un leader religieux, alerte les organisateurs et sponsors du concert Smart Telecom, SM and Ovation Productions Inc que les groupes religieux iront au-devant les tribunaux si le concert est maintenu et déclare que le concert serait une violation du code Pénal du pays, qui dit que toute personne qui exhibe publiquement ou cause l'exhibition de tout spectacle indécent ou immoral qui « offense la race ou la religion » sera emprisonné de 6 mois à 6 ans en ajoutant « Je rappelle à Lady Gaga qu'elle n'a pas une immunité diplomatique, à part si elle veut rester ici 6 ans ». Le maire de Pasay City, faisant partie de la banlieue de Manille, déclara finalement que le concert devait être adapté aux morales du pays et publia une déclaration disant qu'il a formé un groupe pour surveiller l’évènement. La chanteuse y chantera son titre Judas pendant son spectacle malgré les demandes des opposants. En septembre 2012, la chanteuse fait réagir le monde associatif anti-cannabis en fumant du cannabis sur scène lors de sa tournée Born This Way Ball.
En janvier 2013, Gaga s'attire les foudres des militants anti-armes à feu en portant un « soutien-gorge mitrailleuse » lors de ses concerts après le drame de la fusillade de Sandy Hook. Quelques mois plus tard, le titre Aura de Lady Gaga crée la polémique, certains le voyant comme insultant pour les femmes voilées et d'autres lui reprochant de faire l'apologie du voile. Lady Gaga déclarera une nouvelle fois qu'elle use simplement de la métaphore en tant qu'auteure.
En 2013, la couverture de l'album ARTPOP est censurée en Chine au profit d'une version revue, moins révélatrice que l'originale. La chanson Sexxx Dreams de l'album sera également rebaptisée X Dreams. Ce ne sera pas le seul endroit où la couverture de l'album sera censurée, la version commercialisée au Moyen-Orient sera également modifiée ainsi que les couvertures des singles Do What U Want et Dope,.
En 2014, une prestation de l'artiste en collaboration avec Millie Brown fait la polémique car accusée de promouvoir les troubles alimentaires. L'artiste défendra son droit à l'expression artistique en défendant le choix de son medium, en l’occurrence des peintures faites via vomissement de matières. En mai 2014, la chanteuse voit son spectacle Artrave censuré à Dubaï.
En 2016, Gaga se voit personnellement interdite de territoire en Chine après que son répertoire entier a été banni de diffusion et de téléchargement dans le pays. La décision intervient après la rencontre de la chanteuse avec le Dalaï Lama, figure très contestée en Chine.

## Discographie

### Albums studio
- 2008 : The Fame
- 2009 : The Fame Monster
- 2011 : Born This Way
- 2013 : Artpop
- 2016 : Joanne
- 2020 : Chromatica
- 2025 : Mayhem

### Albums collaboratifs
- 2014 : Cheek to Cheek (avec Tony Bennett)
- 2021 : Love For Sale (avec Tony Bennett)

### Bandes-son
- 2018 : A Star Is Born (avec Bradley Cooper)
- 2022 : Top Gun: Maverick (Music from the Motion Picture) (avec Lorne Balfe, Harold Faltermeyer et Hans Zimmer)
- 2024 : Harlequin
- 2024 : Joker: Folie à Deux (Music from the Motion Picture)  (avec Joaquin Phoenix)

## Tournées

### En solo
- 2009 : The Fame Ball Tour
- 2009-2011 : The Monster Ball Tour
- 2012-2013 : The Born This Way Ball
- 2014 : ArtRave: The Artpop Ball
- 2017-2018 : Joanne World Tour
- 2022 : The Chromatica Ball
- 2025 : The Mayhem Ball

### Résidences
- 2014 : Live At Roseland Ballroom
- 2018-2020 : Enigma
- 2019-2023 : Jazz & Piano

### En collaboration
- 2014-2015 : Cheek To Cheek Tour

### Promotionnelle
- 2016 : The Dive Bar Tour

## Filmographie

### Musique

#### Productrice exécutive
- 2011 : Judas
- 2011 : Lady Gaga Presents : The Monster Ball Tour at Madison Square Garden
- 2011 : Yoü and I
- 2011 : A Very Gaga Thanksgiving
- 2013 : Applause
- 2013 : Lady Gaga & the Muppets' Holiday Spectacular
- 2014 : Tony Bennett & Lady Gaga : Cheek to Cheek LIVE!
- 2016 : Perfect Illusion
- 2016 : Million Reasons
- 2017 : Gaga: Five Foot Two
- 2018 : Joanne (Piano Version)

#### Réalisatrice
- 2011 : Lady Gaga : Google Chrome (Publicité), co-réalisée avec Laurieann Gibson
- 2011 : Lady Gaga - Marry the Night (Clip vidéo)
- 2011 : A Very Gaga Thanksgiving (Émission télévisée)
- 2014 : Lady Gaga - G.U.Y. (Clip vidéo)
- 2024 : Gaga Chromatica Ball, co-réalisé avec Kerry Asmussen et Callum Knight
- 2025 : Lady Gaga - Abracadabra (Clip vidéo), co-réalisé avec Parris Goebel et Bethany Vargas

### Cinéma

#### Longs métrages
- 2011 : Gnoméo et Juliette de Kelly Asbury - écriture de la chanson « Hello, hello » avec Elton John
- 2012 : Men in Black 3 de Barry Sonnenfeld : elle-même (caméo)
- 2013 : Machete Kills de Robert Rodriguez : La Caméléon (3e transformation)
- 2014 : Opération Muppets (Muppets Most Wanted) de James Bobin : elle-même (caméo)
- 2014 : Sin City : J'ai tué pour elle (Sin City : A Dame to Kill For) de Robert Rodriguez : Bertha, la serveuse
- 2018 : A Star Is Born de Bradley Cooper : Ally Campana-Main (également co-compositrice des chansons)
- 2021 : House of Gucci de Ridley Scott : Patrizia Reggiani
- 2022 : Top Gun : Maverick de Joseph Kosinski - (co-compositeur et interprète du titre Hold my Hand)
- 2024 : Joker : Folie à deux de Todd Phillips : Harley Quinn - (également co-compositrice des chansons)

#### Documentaires
Note : Sauf précision, Lady Gaga apparaît en tant qu'elle-même dans ces documentaires.
- 2012 : Katy Perry, le film : Part of Me (Katy Perry : Part of Me) de Dan Cutforth et Jane Lipsitz (caméo)
- 2012 : The Zen of Bennett de Unjoo Moon
- 2015 : Jeremy Scott : The People's Designer de Vlad Yudin
- 2021 : The Me You Can't See

#### Séries télévisées
- 2001 : Les Soprano (The Sopranos) : une jeune fille (saison 3, épisode 9)
- 2009 : Gossip Girl : elle-même (saison 3, épisode 10)
- 2012 : Les Simpson (The Simpsons) : elle-même (voix - saison 23, épisode 22)
- 2015 : American Horror Story : Hotel, créée par Ryan Murphy : la comtesse Elizabeth Johnson
- 2016 : American Horror Story : Roanoke, créée par Ryan Murphy : Scáthach (3 épisodes)
- 2025 : Mercredi (Wednesday), créée par Tim Burton : Rosaline Rotwood (saison 2)

#### Documentaires etSpecial
Note : Sauf précision, Lady Gaga apparaît en tant qu'elle-même dans ces documentaires et television special.
- 2011 : Gaga by Gaultier de Alex Fighter et Julie Gali
- 2011 : Lady Gaga Presents the Monster Ball Tour : At Madison Square Garden de Laurieann Gibson
- 2011 : Lady Gaga : Inside the Outside de Davi Russo
- 2011 : A Very Gaga Thanksgiving d'elle-même
- 2013 : Who The F-k is Arthur Fogel de Ron Chapman
- 2013 : Lady Gaga and the Muppets' Holiday Spectacular de Gregg Gelfand
- 2014 : Tony Bennett and Lady Gaga : Cheek to Cheek Live! de David Horn
- 2017 : Gaga : Five Foot Two de Chris Moukarbel[493]
- 2019 : How To Be: Mark Ronson de Carl Hindmarch[494]
- 2021 : Friends : Les Retrouvailles : elle-même (invitée)
- 2021 : One Last Time : An Evening with Tony Bennett and Lady Gaga de Alex Coletti
- 2024 : Elton John: Still standing[495]

#### Événements spéciaux
- 2015 : Interprétation de l'hymne national américain durant la mi-temps du Superbowl[496]
- 2017 : Spectacle de la mi-temps du Superbowl[497]
- 2021 : Interprétation de l'hymne national américain, The Star-Spangled Banner, lors de l'investiture du président Joe Biden[498]
- 2024 : Interprétation du titre Mon truc en plumes de Zizi Jeanmaire à l'occasion de la Cérémonie d'ouverture des Jeux olympiques d'été de 2024 mise en scène par Thomas Jolly à Paris

## Juré à la télévision
- 2011 : American Idol : Mentor invité (émission du 11 mai 2011)
- 2011 : So You Think You Can Dance : Juge invité (émission du 28 juillet 2011)
- 2017 : RuPaul's Drag Race : Juge invité (émission du 24 mars 2017)

## Parfums
- 2012 : Fame Le parfum effectua le meilleur démarrage (ventes durant la première semaine d'exploitation) de l'histoire de la parfumerie derrière Coco de Chanel et devient le plus vendu de l'année 2012 au Royaume-Uni[499],[500]
- 2014 : Eau de Gaga